# ニネヴェ
ニネヴェ（英語: Nineveh）は、古代メソポタミア北部にあったアッシリアの都市で、現在のイラク北部の都市モスルに位置する。近代にあってはコウユンジクとも呼ばれた。ティグリス川の東岸に位置し、新アッシリア帝国の首都にして最大の都市であり、紀元前612年までの約50年間において、世界最大の都市でもあった。現在では、都市モスルのうち、ティグリス川の東岸側の半分を指す一般的な地名であり、イラクのニーナワー県の名前はこの都市に由来する。
紀元前7世紀後半の新アッシリア帝国における激しい内戦の後、ニネヴェはバビロニア人、メディア人、ペルシア人、スキタイ人、キンメリア人を含むかつての従属国の連合軍によって占領・略奪された。その後、この都市が再び政治や行政の中心地になることはなかったが、古代後期にはキリスト教の司教の本拠地となった。中世にはモスルの方に重心が移って衰退していき、西暦13世紀の頃までには、ほぼ放棄された。
その遺跡は、モスルの歴史的中心部から川を渡ったところにある。城壁内の2つの主要な遺跡、すなわち遺丘は、テル・クユンジクとテル・ナビ・ユヌスである。イスラム教においては預言者ヨナをユヌスと言い、テル・ナビ・ユヌスには、ニネヴェで説教したとされる預言者ヨナに捧げた神殿がある。大量のアッシリアの彫刻やその他の工芸品がニネヴェで発掘され、現在は世界中の博物館で所蔵されている。

## 名前

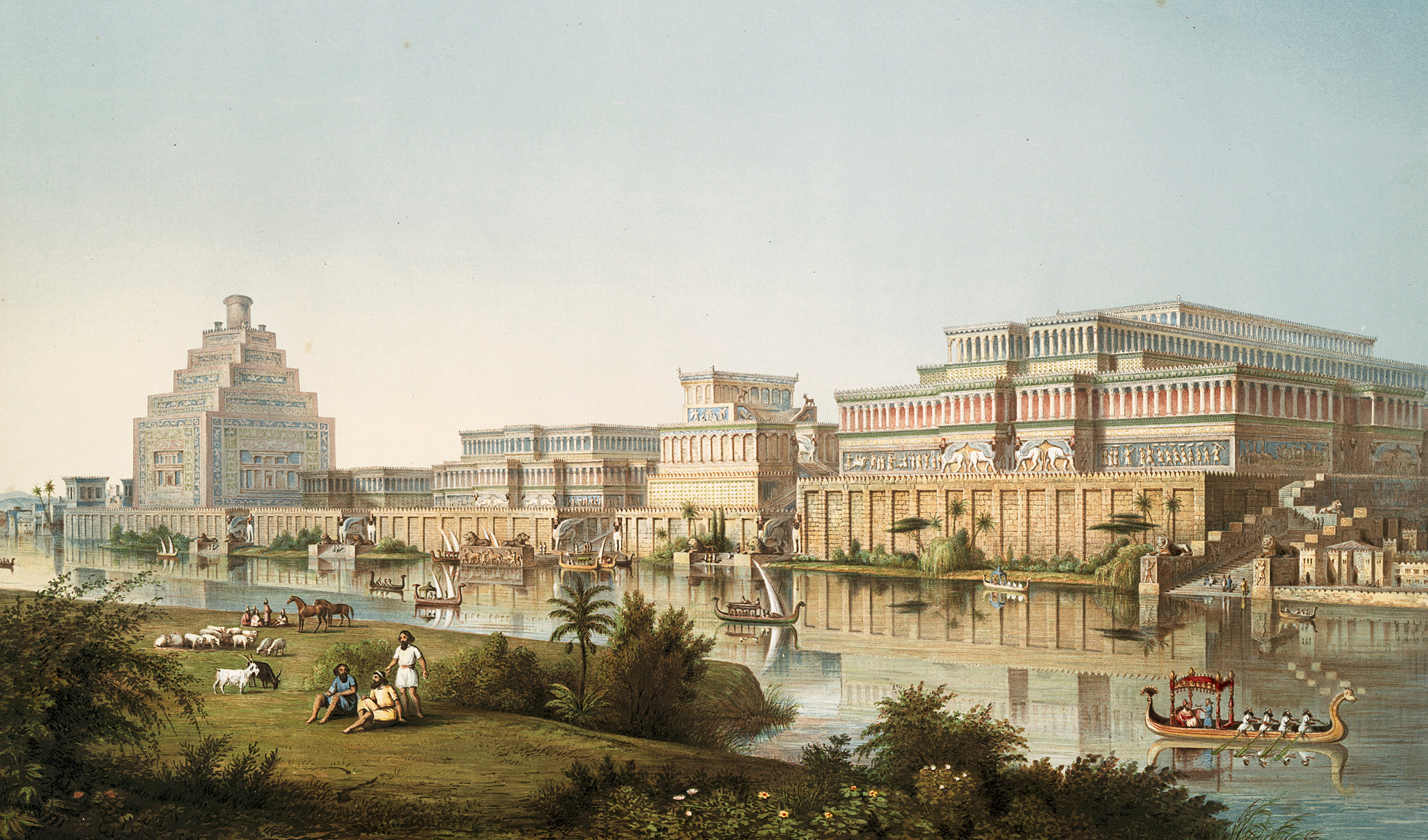
オースティン・ヘンリー・レヤード卿の『ニネヴェの遺跡』（1853年）をもとに作製された、芸術家によるアッシリアの宮殿の復元図。

地名ニネヴェは、聖書のヘブライ語Nīnəweh (נִינְוֶה)の影響を受けたラテン語Nīnevēと七十人訳ギリシア語 Nineuḗ (Νινευή)、アッカド語のNinua (変異体はNinâ) または古バビロニア語のNinuwāに由来する。名前の本来の意味は不明だが、都市を守護する女神を指していた可能性がある。ニーナ (𒀏) の楔形文字は、家の中の魚で表現されている (アラム語で「魚」を意味するヌナ（nuna）を参照のこと)。これは単に「魚の場所」を意図したものかもしれないし、元々はフルリ語に起源を持つ、魚やティグリス川を司る女神を示していたのかもしれない。後にこの都市は「ニネヴェの女神イシュタル」に捧げられたと言われる。イシュタルは数々の名前を持ち、そのシュメール語とアッシリア語の名前の一つに「ニーナ」があった。
加えて、古バビロニア語のנון/נונאという単語はハナダイ亜科の魚を指しており、ニネヴェという名前と魚が関連している可能性をさらに示している。
この都市はマリ語ではニヌワ、アラム語ではニナワ、シリア語ではニンウェ (ܢܸܢܘܵܐ) 、ペルシア語ではナイナブ (نینوا)として知られていた。
Nabī Yūnusはアラビア語で「預言者ヨナ」を意味する。レイヤードによれば、クユンジク（Kuyunjiq）はトルコ語の名前だった（レイヤードはトルコ語で「羊」を意味する「コユン（koyun）」を縮めた「コウユンジク（Kouyunjik）」という形を使った）。アラブ人にはアーモシーアー（Armosheeah）として知られていた。そしてカラ・コユンル王朝と何らかのつながりがあると考えられている。これらの地名は、コスル川の北と南の地域を指す。クユンジクは市壁に囲まれた北部地域全体の名前で、テル・クユンジクの大きな塚（広さ35ヘクタール）で占められている。その一方で、Nabī (あるいは、一般的にはネビ) ユヌスは、テル・ネビ・ユヌスにある預言者ユヌス/ヨナのモスクの周囲の南部地区である。
なお、ニネヴェという名は旧約聖書（ヨナ書など）の表記によるものであり、新改訳聖書では、ニネベと表記される。

## 地理

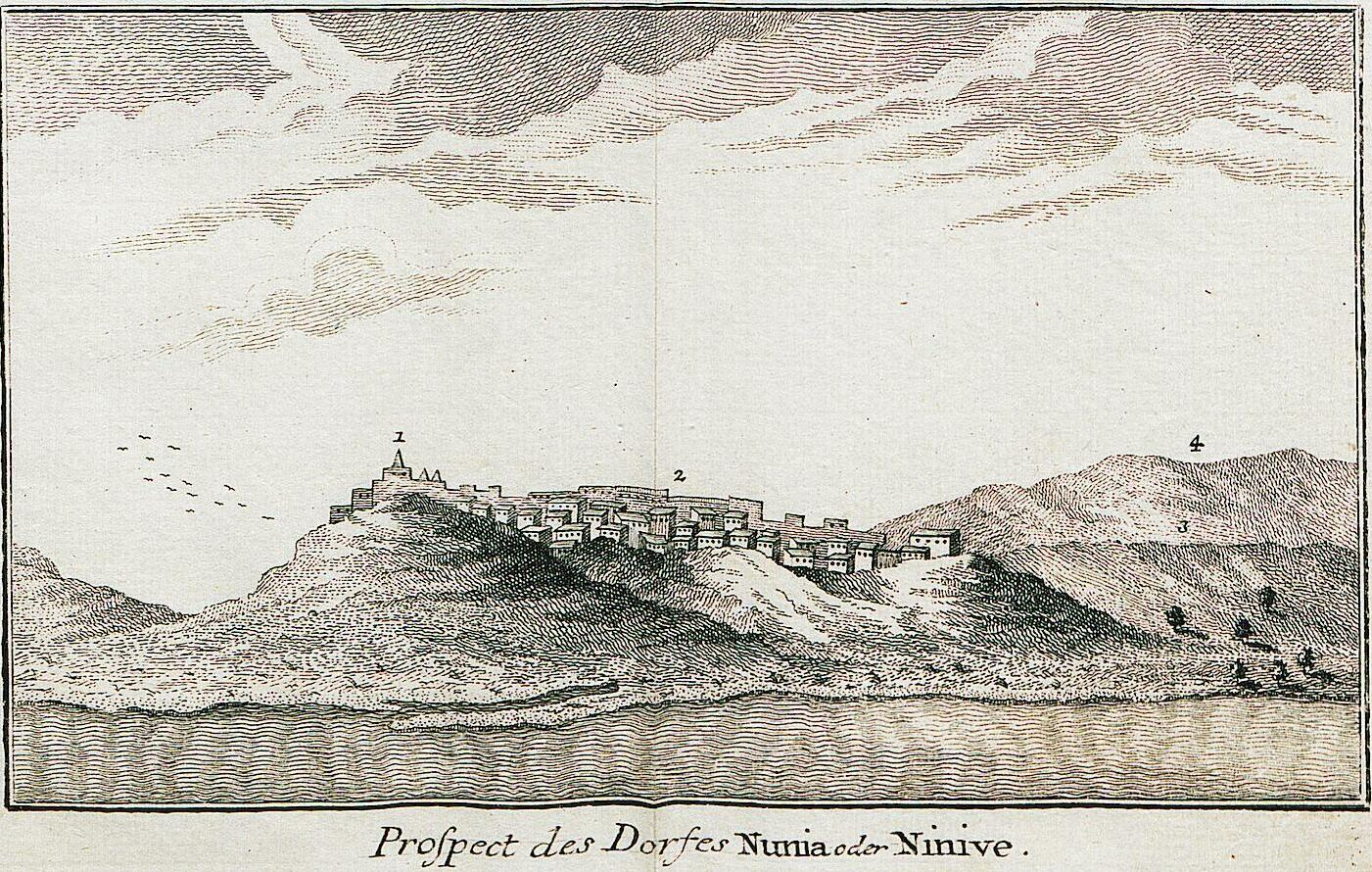
「ヌニア（Nunia）」または「ニニヴェ（Ninive）」の村の風景。カールステン・ニーブールが1778年に出版した著作による。

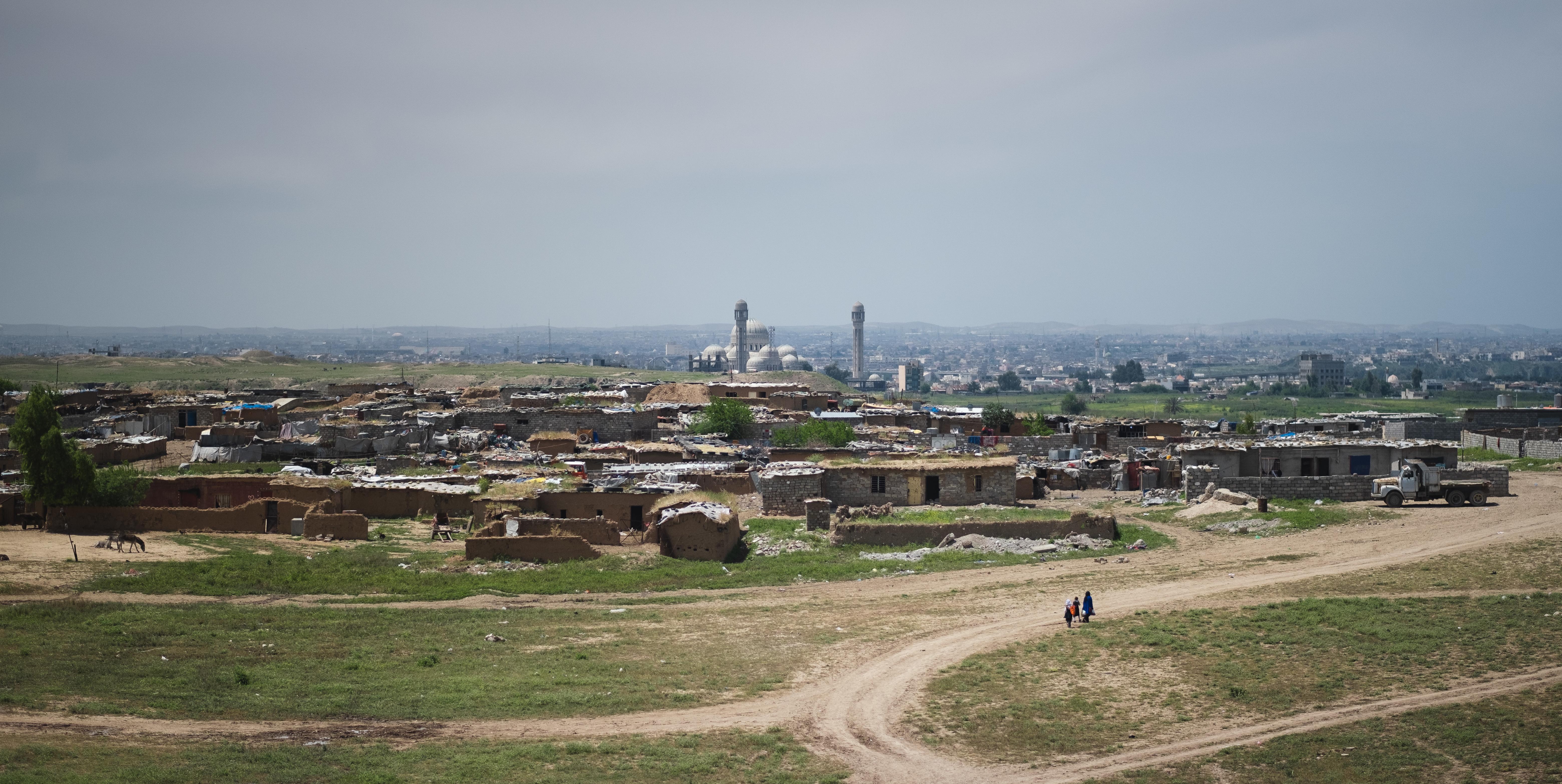
2019年、現代のニネヴェの中にある村の様子

古代ニネヴェの遺跡、クユンジクとナビ・ユヌスの遺丘は、ティグリス川とコスル川の合流地点の平坦な場所に位置し、12kmの城壁で囲まれた750ヘクタールの区域内にある。この区域全てが、現在では広大な遺跡地域となっており、その中にはモスル東部のネビ・ユヌス地区のおよそ3分の1が含まれている。
古代ニネヴェの遺跡は、コスル川によって二分されている。コスル川の北側の場所は、テル・クユンジクのアクロポリスを含めてクユンジクと呼ばれている。非公式のラフマニエ村は、クユンジク東部にあった。コスル川の南の都市化した地域は、テル・ネビ・ユヌスを含めてネビ・ユヌス（ガズリヤ、ジェザイル、ジャンマサとも）と呼ばれる。ここには預言者ヨナのモスクと、その下にエサルハドンやアッシュルバニパルの宮殿がある。（ISILが市壁の一部を破壊して作った）アル・アサディ通り（Al-'Asady）の南側の地域は、ジュヌブ・ニナワ（Jounub Ninawah）またはシャラ・ペプシ（Shara Pepsi）と呼ばれている。
ニネヴェは、地中海とインド洋を結ぶ主要な交易路上にあり、かつ、ティグリス川を渡る重要な地点だった。このようにしてニネヴェは東洋と西洋を結び付けることで多方面から富を得て、この地域のすべての古代都市の中でも最大の都市の1つとなるとともに、新アッシリア帝国の最後の首都となった。

## 歴史

### 先史時代

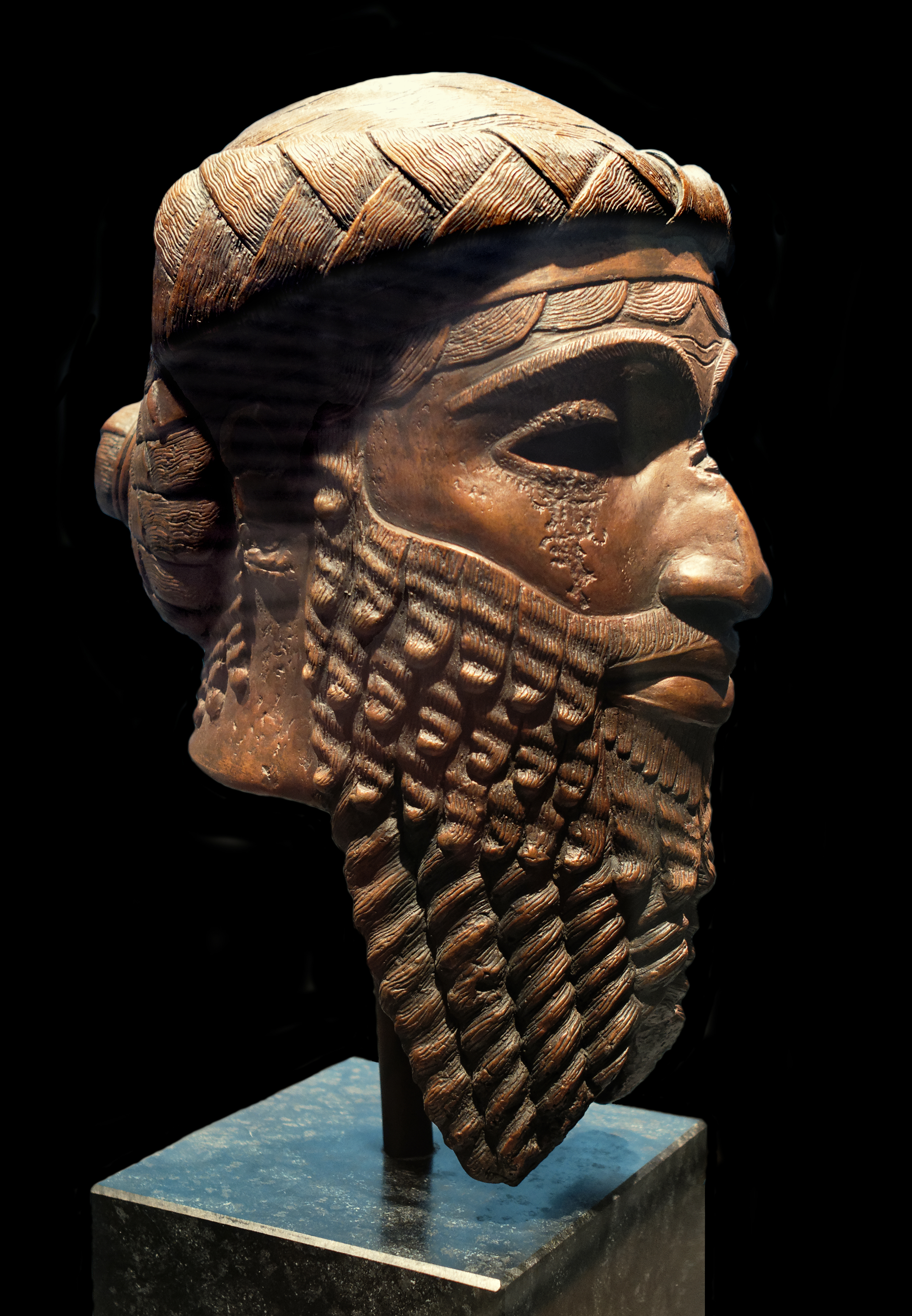
1931年にニネヴェで発見された、青銅でつくられたアッカドの支配者の頭部。おそらくアッカドのサルゴンの息子、マニシュトゥシュを表したもの。作製は紀元前2270年頃と推定される。イラク博物館、オランダ国立古代博物館。

ニネヴェは古代において最も古く偉大な都市の一つだった。後に、ヘレニズム時代の文書では、Νίνου πόλις  (ニノーポリス) の創始者としてニヌスの名が記されているが、歴史的根拠はない。創世記10:11には、版によって「ニムロド」またはアッシュルがニネヴェを建設したと書かれている。ニネヴェは、メソポタミア上流域において発達した数々の中心地の1つだった。シリアの海岸からザグロス山脈までの、北の山脈と南の砂漠に囲まれた細長い地域では、天水農業を営むことができ、ニネヴェはその中に含まれていた。この地域では同じような文化的慣習、技術、経済が共有され、それらは新石器時代から同様の経過をたどった。

#### 新石器時代
ニネヴェ平原の北側に隣接するザグロス山脈の洞窟は、土器以前の新石器時代A（Pre-Pottery Neolithic A）の居住地として使用された。最も有名なものとしては、シャニダール洞窟が挙げられる。ニネヴェそのものの起源となる村は、新石器時代後期の紀元前6000年頃には設立された。ニネヴェでの深層探査により、ハッスーナ期初期のものとされる土壌層が発見された。ニネヴェの数キロメートル北東にはテペ・ガウラ（Tepe Gawra）やテル・アルパチヤ（Tell Arpachiyah）があるが、ニネヴェの発展や文化は、これらの遺跡と同様のものだった。ニネヴェは、ハラフ時代（紀元前61～52世紀頃）の典型的な農村だった。

#### 銅器時代
紀元前5000年頃、ニネヴェはハラフ期の村からウバイド期の村へと移行した。銅器時代後期、ニネヴェは上部メソポタミアにおける数少ないウバイド期の村の一つであった。そのような村としてはウガリット、ブラーク、ハモウカル、アルベラ、アレッポなどが挙げられるが、これらの村は原始都市となっていった。地域は異なるが、類似の村としてはスーサ、エリドゥ、ニップルなどがある。紀元前4500年から4000年の間に、ニネヴェの面積は40ヘクタールにまで拡大した。
成長後のニネヴェはアナトリア以外で初めて銅を製錬した場所であり、近東全域への金属技術の拡散の過程において、注目に値する。テル・アルパチヤ（Tell Arpachiyah）には最古の銅精錬の遺跡があり、テペ・ガワ（Tepe Gawa）には最古の金属加工品が残っている。銅は、エルガニ（Ergani）の鉱山から産出された。

### 青銅器時代初期
ウルクの拡大期にニネヴェは、当時、ティグリス川において航行可能な最高地点にあったため、その貿易植民地となった。ユーフラテス川沿いにあったハブバ・カビラも同様の機能を備えていた。紀元前3000年までには、キシュ文明はニネヴェにまで拡大した。この時、ニネヴェの主要神殿はセム人の女神イシュタルに捧げられ、イシュタル神殿として知られるようになった。
ニネヴェのイシュタルは、フルリ・ウラルトゥの神殿のシャウシュカと混同された。また、この神殿は「エクソシストの家」（楔形文字:  𒂷𒈦𒈦 GA2.MAŠ.MAŠ、シュメール語: e2 mašmaš）と呼ばれていた。この名前の語源は、シュメール語でマシュマシュと呼ばれる祈祷師である。彼らは正式な司祭職から独立して活動する魔術師であり、諸々の病気の原因とされる悪魔を追い払う医療専門家でもあった。

#### ニネヴェ5期
この地域におけるニネヴェの影響は、ニネヴェ5期として知られる考古学時代(紀元前2900～2600年)に特に顕著になった。この時代は主に、メソポタミア上流域全域で広く発見された、特徴的な土器によって定義される。また、メソポタミア上流地域については、考古学者によって初期ジャジーラ年代表（Early Jezirah chronology）が作成された。この地域年表によると、「ニネヴェ5期」は初期ジャジーラ1期～2期に相当する。

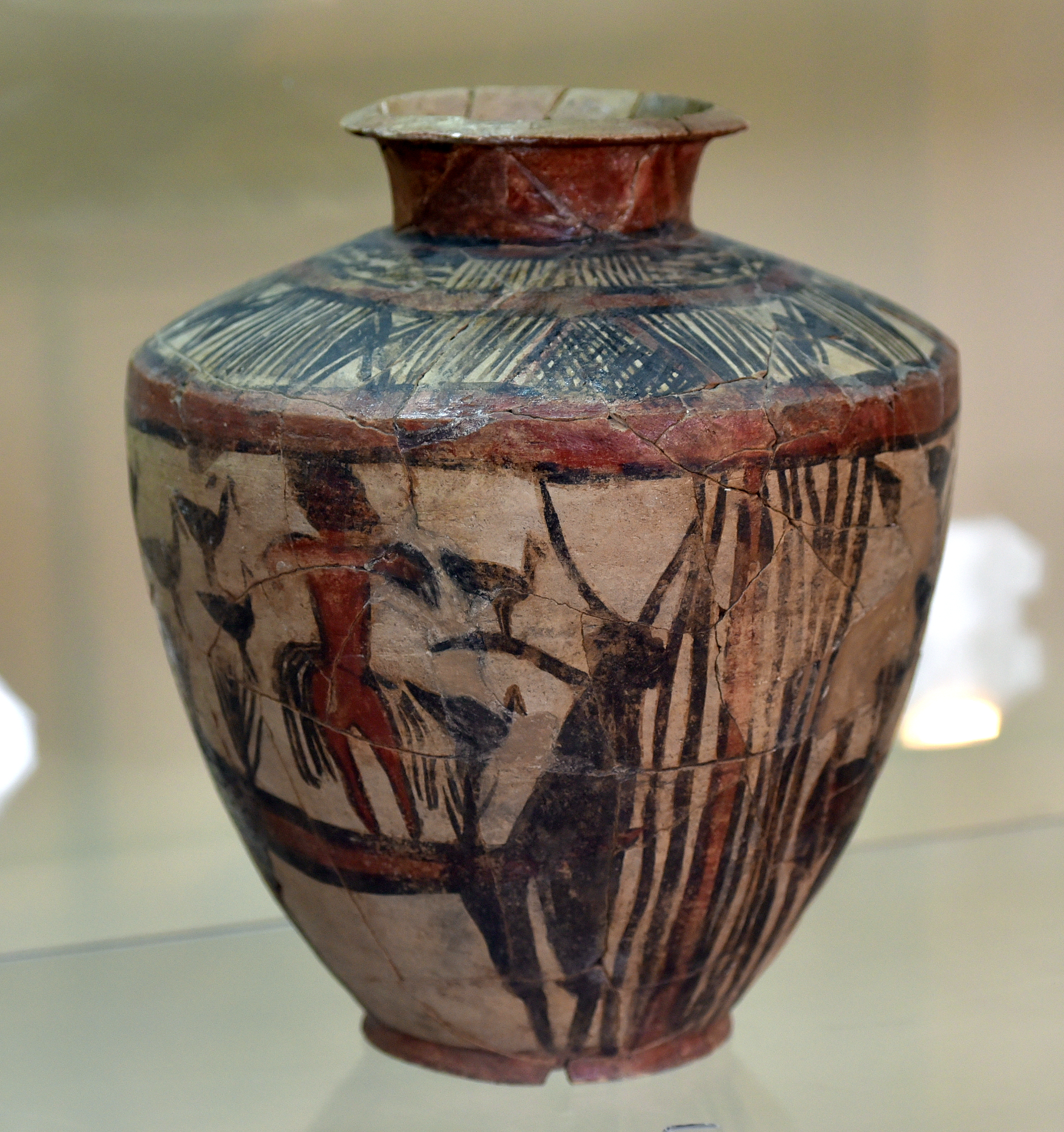
幾何学模様や動物などを描いた、多色の壺。いわゆる「緋器」（Scarlet Ware）。イラク、ハムリン盆地のテル・アブ・カシムより出土。紀元前2800年から2600年頃。イラク博物館収蔵。

ニネヴェ5期の前は、後期ウルク期だった。ニネヴェ5期の陶器は、初期トランスコーカサス文化の陶器やジェムデト・ナスル期の陶器とほぼ同時代のものである。イラクの緋器文化もこの時代に属する。色彩豊かな絵が描かれたこの陶器は、ジェムデト・ナスル期の陶器にやや似ている。緋色の器は、最初にイラクのディヤーラー川流域で見つかり、その後、近くのハムリン盆地やルリスタンでも発見された。この器は、スーサの原エラム時代とも同時代に属する。

ニネヴェ5期に関連する様式
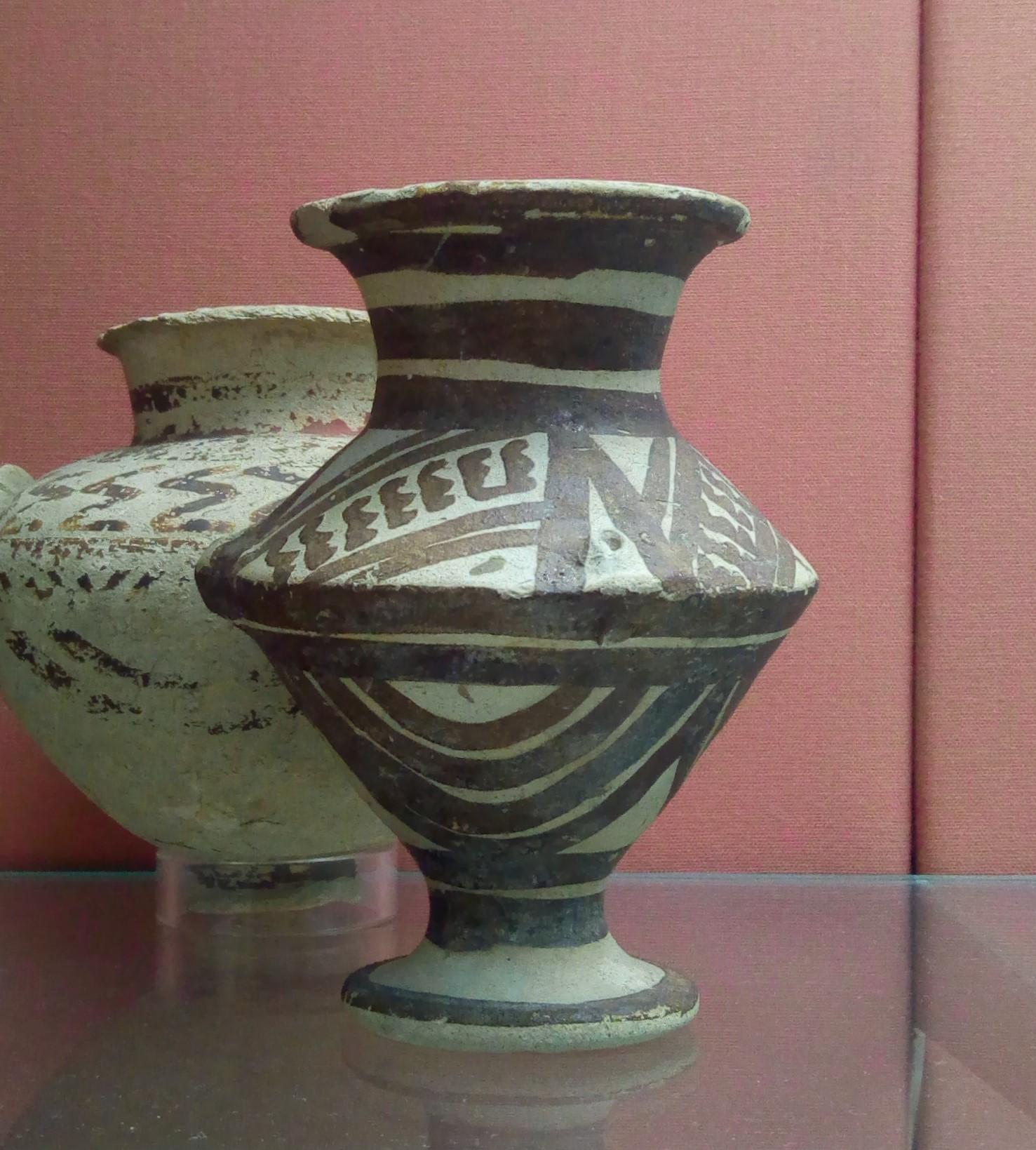
彩色された壺。ニネヴェ5期
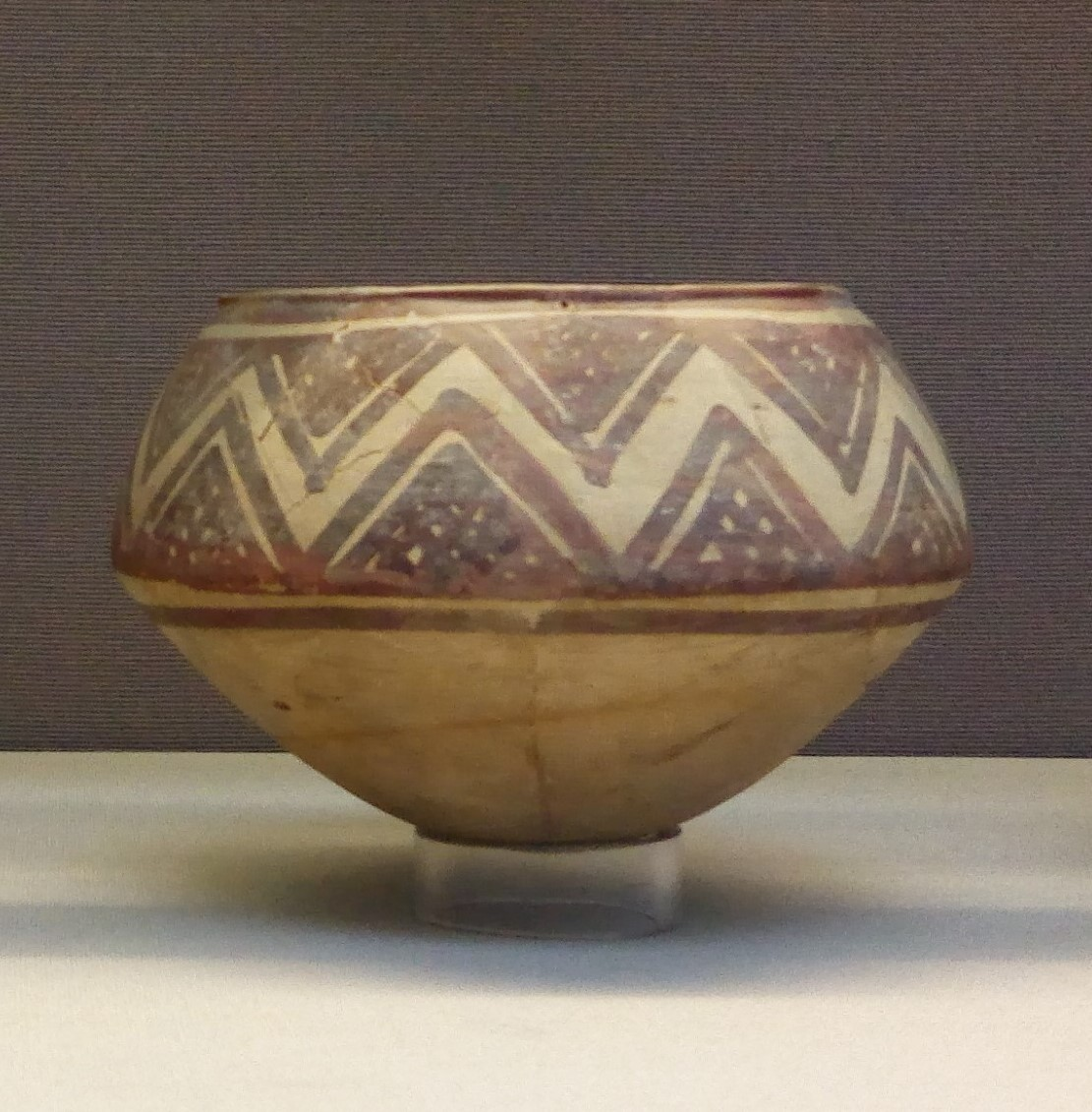
彩色された鉢。ニネヴェ5期移行期。
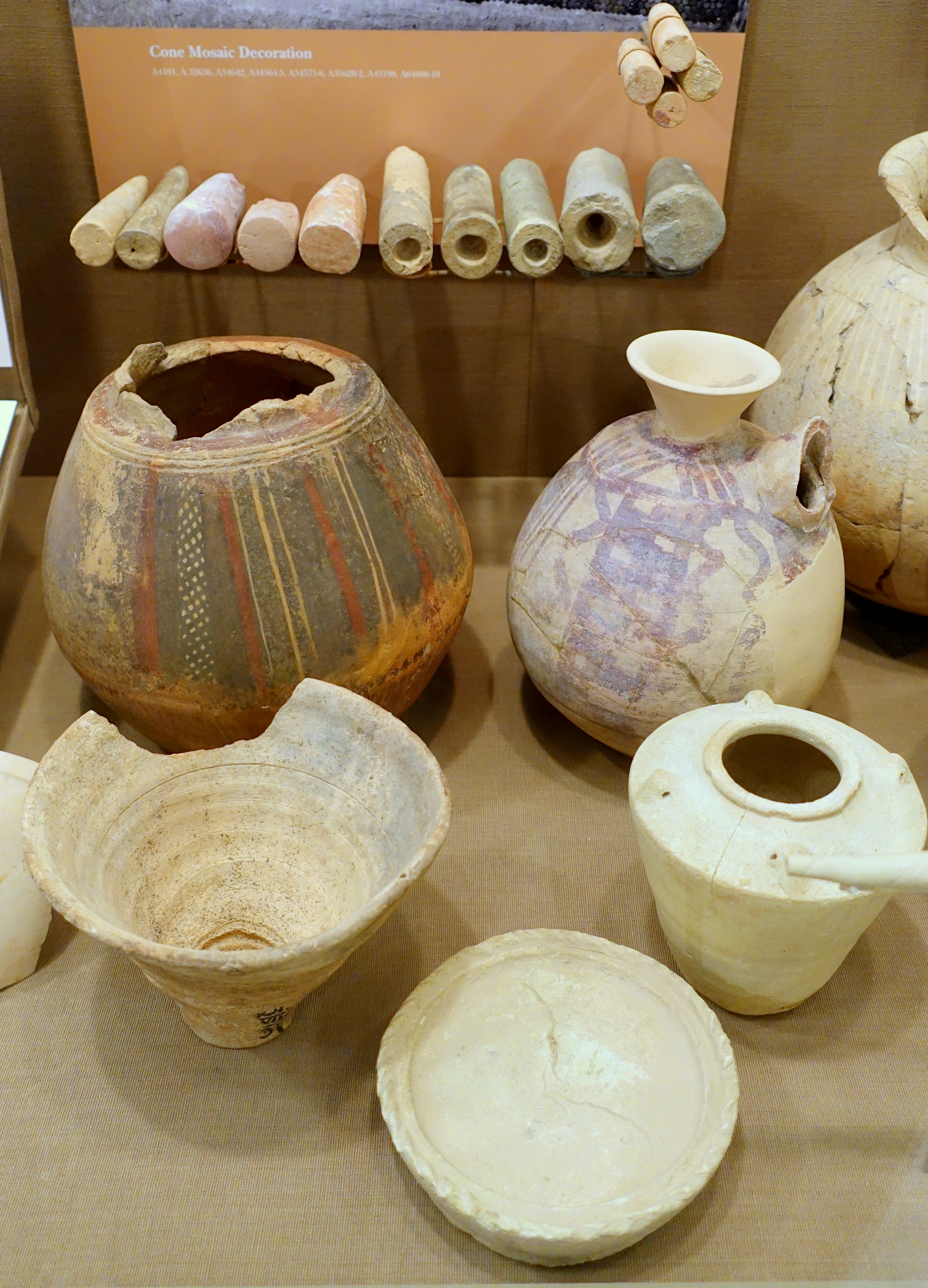
ジェムデト・ナスル期の陶器
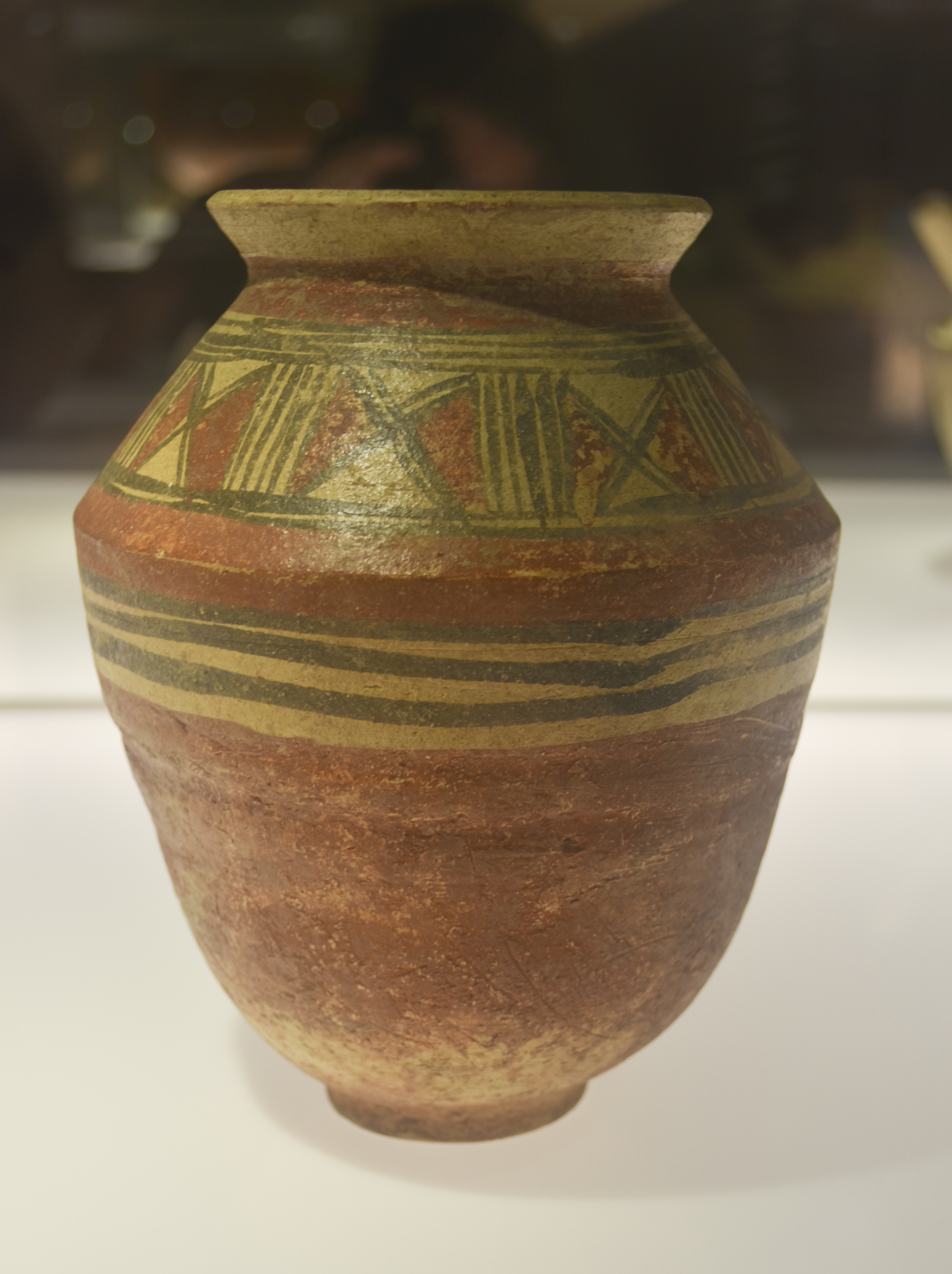
原エラム時代の陶器。紀元前3100年頃。
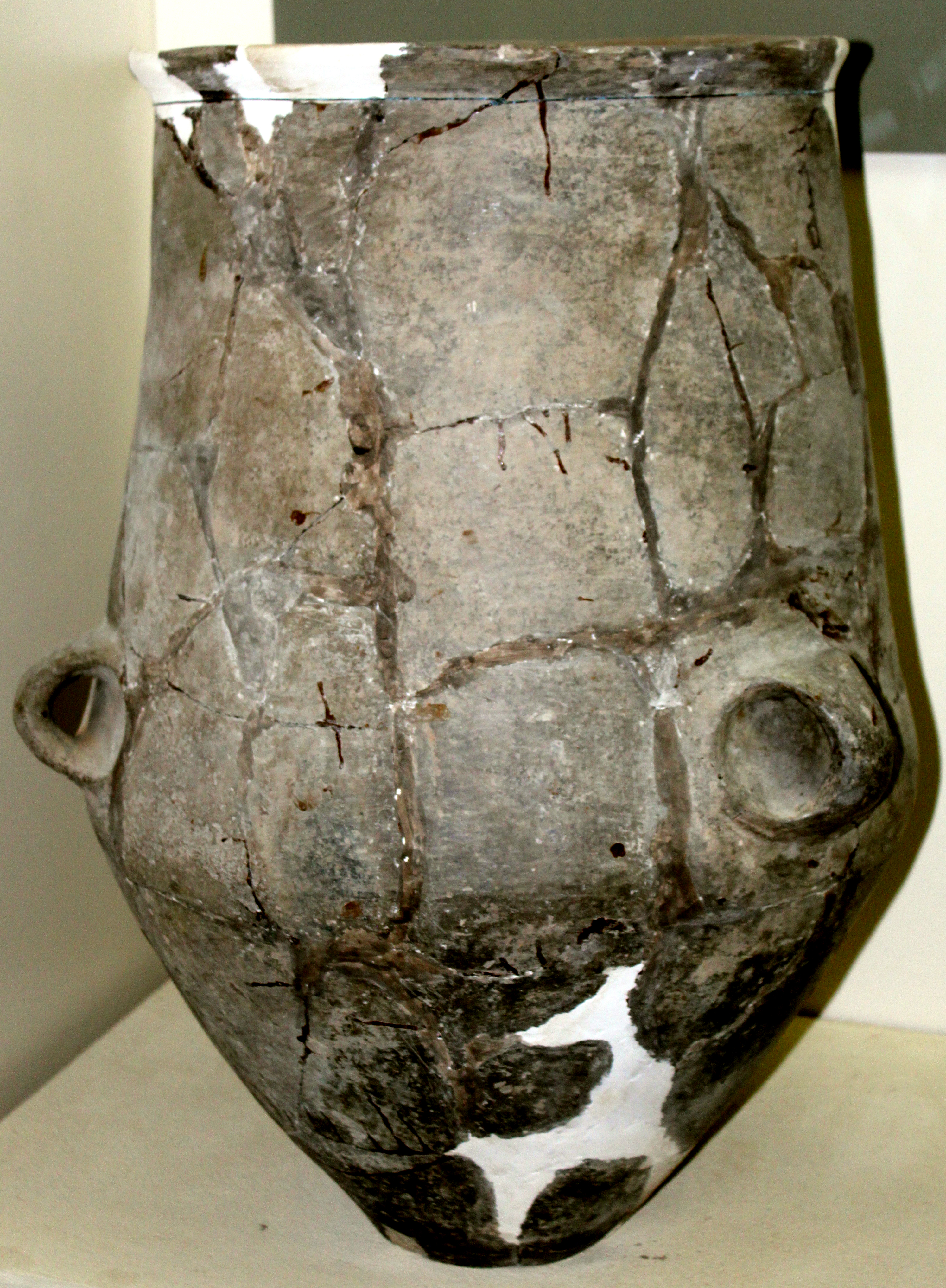
陶器の壺。フダトゥ（Khudat）地区テペヤタギ（Tepeyatagi）から出土。クラ・アラクセス文化。

#### アッカド時代
この時点では、ニネヴェはまだ自治都市国家だったが、やがてアッカド帝国に編入された。初期の都市 (およびその後の建物) は断層の上に建設されたため、数々の地震によって被害を受けた。最初のイシュタル神殿も、これらの地震により破壊されたが、紀元前2260年にアッカドの王マニシュトゥシュにより再建された。

#### ウル第三王朝
初期青銅器時代の終わり頃には、メソポタミア地方はウル第三王朝によって支配された。

### 中期青銅器時代
紀元前2000年頃にウル第三王朝が崩壊し、中期青銅器時代に移行すると、台頭してきたアッシリアの勢力がニネヴェを取り込んだ。

#### 古アッシリア時代
古アッシリア時代に「上メソポタミア王国」と呼ばれる王国を作り上げたシャムシ・アダド1世 (治世紀元前1813～1781年) の史料の中で、ニネヴェは、女神イシュタルの崇拝の中心地として言及されている。イシュタルへの信仰は、初期のニネヴェの重要性を高めた。

### 後期青銅器時代

#### ミタンニ時代

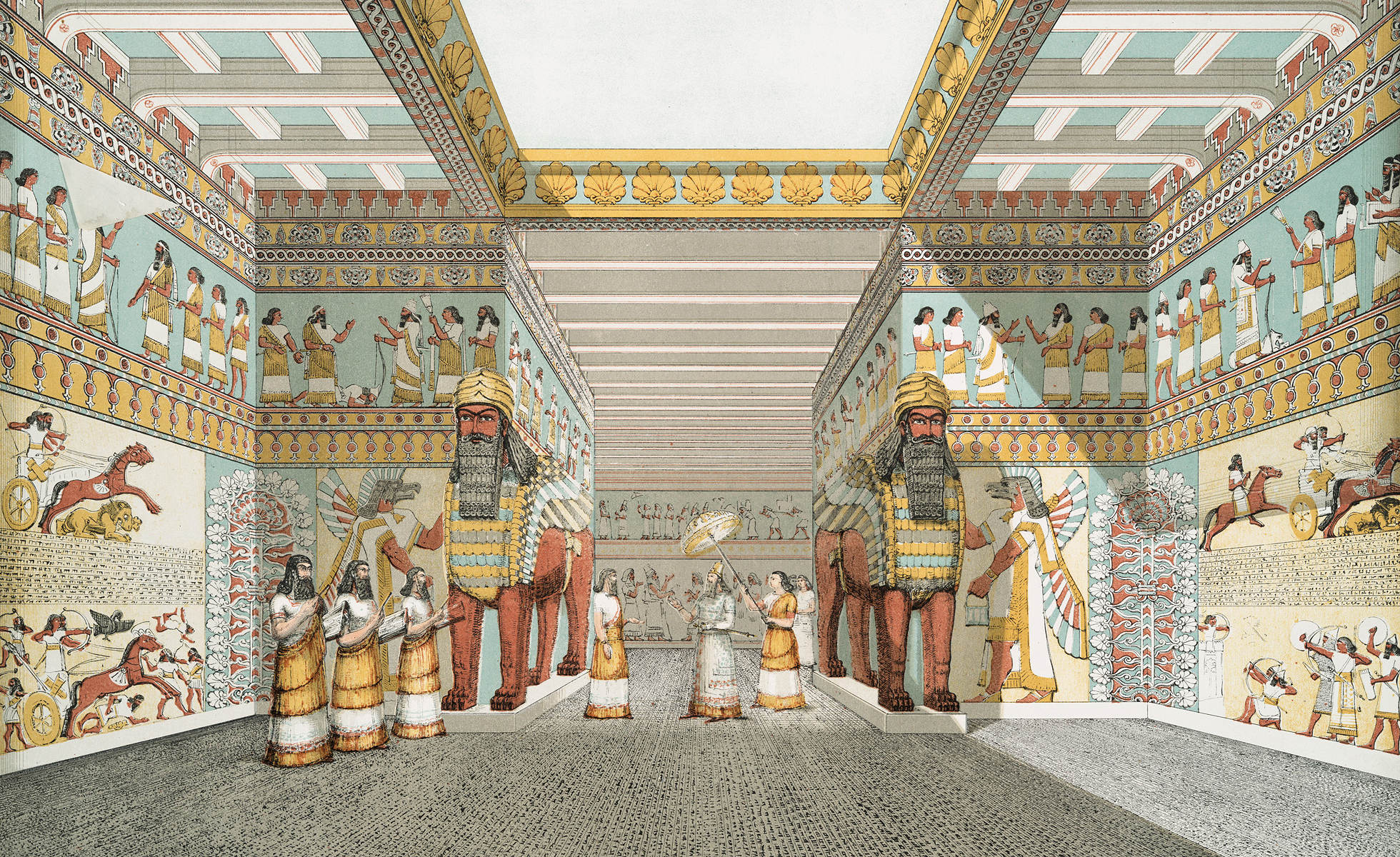
オースティン・ヘンリー・レヤード卿の『ニネヴェの遺跡』（1853年）をもとに作製された、芸術家によるアッシリアの宮殿ホールの復元図。

紀元前14世紀に、ミタンニ王の命令によりこの女神像は、エジプト新王国のファラオ・アメンホテプ3世に送られた。アッシリアの都市ニネヴェは、紀元前14世紀初頭までの半世紀にわたり、ミタンニ国の従属国となった。

#### 中アッシリア時代
アッシリアの王アッシュル・ウバリト1世は、紀元前1365年にニネヴェを取り戻し、ミタンニ帝国を倒して中アッシリア帝国（紀元前1365年 - 紀元前1050年）を建国した。
紀元前三千年紀後半から二千年紀にかけてアッシリアの君主が、ニネヴェで大規模な建築事業を行ったことを示す多数の証拠がある。ニネヴェは、元々は「アッシリアの地方都市」だったようである。中アッシリア帝国の王の中には、シャルマネセル1世 (紀元前1274年～1245年) とティグラト・ピレセル1世（紀元前1114年～1076年）が含まれる。両者ともに、アッシュルにおいて活発に建築事業を行った。

### 鉄器時代

#### 新アッシリア
新アッシリア帝国時代、特にアッシュル・ナツィルパル2世（在位：紀元前883～859年）の時代以降、大規模に建設事業が行われた。ティグラト・ピレセル3世、サルゴン2世、センナケリブ、エサルハドン、アッシュルバニパルなどの歴代の王は、新しい宮殿のほか、シン、アッシュル、ネルガル、シャマシュ、ニヌルタ、イシュタル、タンムーズ、ニスロク、ナブーの神殿も建設した。

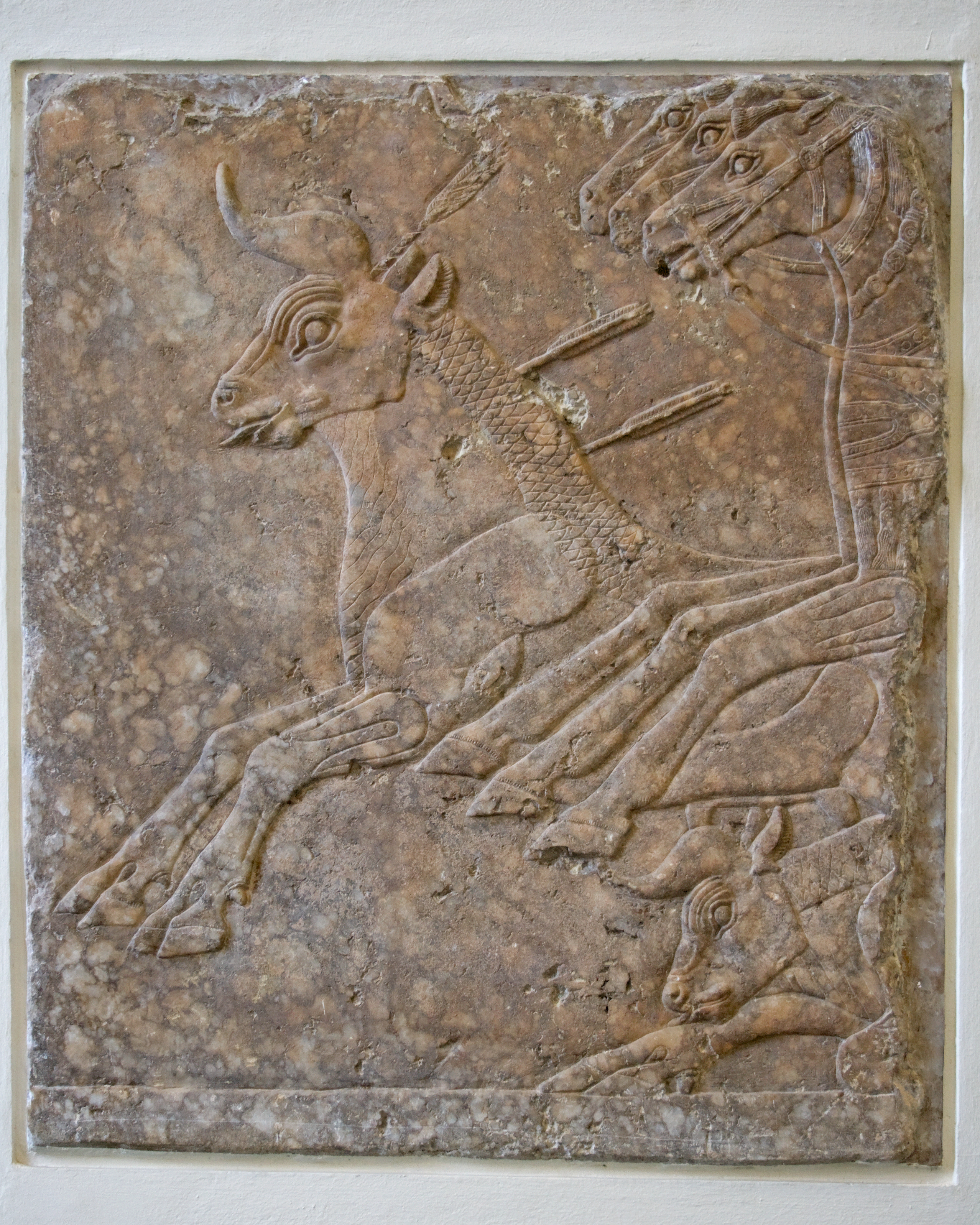
牛狩りの場面を描いた装飾壁の浅浮き彫りの一部。ニネヴェ出土、アラバスター製、紀元前695年頃。(ベルリン、ペルガモン博物館収蔵)

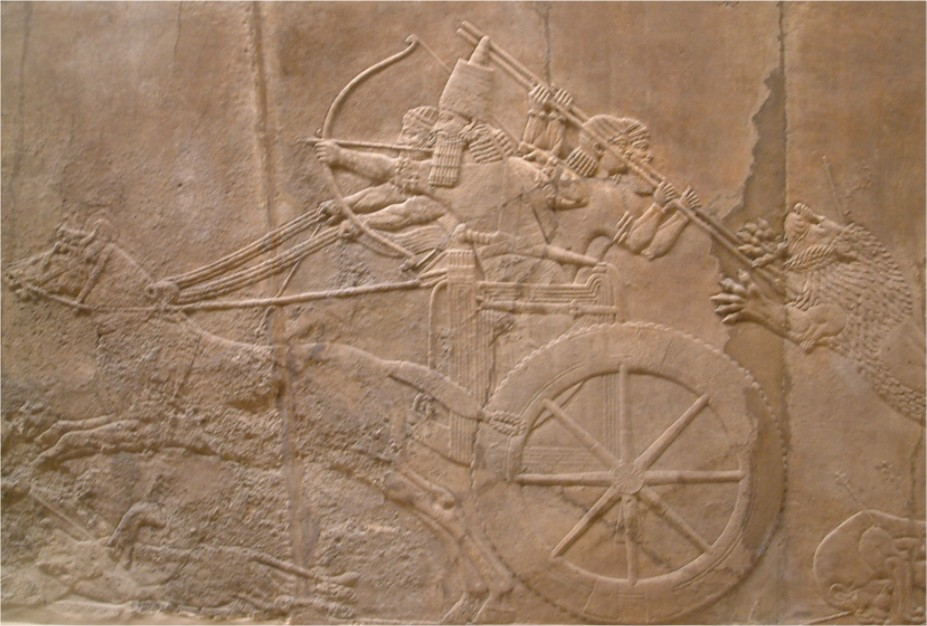
ニネヴェの北宮殿から出土した、メソポタミアのライオンを狩るアッシュルバニパルの浮き彫り。大英博物館収蔵。

#### センナケリブによるニネヴェの開発
ニネヴェを真に素晴らしい都市にしたのは、センナケリブである（紀元前700年頃）。父サルゴンの死後、センナケリブはニネヴェを新たな首都に定めた。彼は新しい通りと広場を設計し、その中に「無比の宮殿」とうたった南西宮殿を建設した。その平面図はほぼ復元されており、全体の大きさは約503メートル×242メートルである。宮殿は、少なくとも80以上の部屋で構成されており、その多くには彫刻が並べられていた。また、宮殿内では大量の楔形文字板が発見された。宮殿の強固な基礎は、石灰岩のブロックと日干しレンガで作られた。基礎の高さは22メートルあり、合計で、約268万立方メートルのレンガ（約1億6千万個相当）で作られている。城壁は日干しレンガで作られており、その高さは基礎部分からさらに20メートルにも達した。
主要な出入り口には、重さ30トンにも及ぶ巨大な石造りのラマッス像が置かれていた。これは、翼のあるメソポタミアライオン、あるいは人間の頭を持つ雄牛だった。この巨像を設置するためには、バラタイの採石場から宮殿まで50キロメートルの距離を運び、現場に到着した際には、20メートルの高さまで持ち上げる必要があった。宮殿に運び込む際には、おそらくスロープを使ったことであろう。また、長さ3,000メートルにも及ぶ、アッシリア宮殿の石の浮き彫りもある。この中には、彫像の彫刻や船による輸送など、建設のあらゆる段階の記録が含まれている。ある絵には、44人の男たちが巨大な彫像を牽引している様子が描かれている。この彫刻では、巨像の上に立って指示する3人の男が描かれている。石像が目的地に到着すると、最後の仕上げの彫刻が行われた。彫像の多くは、重さが9～27トンにまで達する。
壁画の彫刻には、数多くの戦闘や串刺しの場面、そしてセンナケリブの部下が彼の前で戦利品を誇示して行進している場面が含まれている。碑文では彼の征服を誇っており、バビロンについては次のように書かれていた。「その住民たちを、老若男女を問わず、余は容赦せず殺し、その死体で街の通りを埋め尽くした。」場面の全体が保存され、かつ特徴的な壁画としては、紀元前701年のラキシュ包囲戦を描いたものがある。それはセンナケリブ治世における「傑作」であり、現在は大英博物館に所蔵されている。後に、彼はラキシュでの戦いについて、次のように書いている。「そして、余のくびきに服従しなかったユダのヒゼキヤ…余は彼を、籠に入れられた鳥のようにその王都エルサレムに閉じ込めた。彼に対して素早く土塁を築き、その城門から出てくる者には彼の罪の代償を支払わせた。略奪した彼の街は、彼の土地から切り離した。」
当時、ニネヴェの総面積は約7平方キロメートルあり、城壁には15の大きな門が設置されていた。また、18本の運河によって丘からニネヴェに水を運ぶ精巧な給水システムを完成させており、センナケリブによって建設された壮大な水道橋の一部が、ニネヴェから約65キロメートル離れたジャーワンで発見されている。この地域には、当時のバビロンの人口の約2倍にあたる10万人以上（もしかすると15万人近く）の住民が住んでおり、世界最大規模の居住地域であった。
オックスフォード大学のステファニー・ダリーのような一部の学者は、センナケリブが宮殿の隣に建設した庭園と、それに関連した灌漑工事が「バビロンの空中庭園」であったと考えている。ダリーの主張は、ベロッソスによる伝承に基づく空中庭園の位置についての議論をベースにしており、文学的・考古学的証拠を組み合わせて論考されている。

#### アッシュルバニパル以後

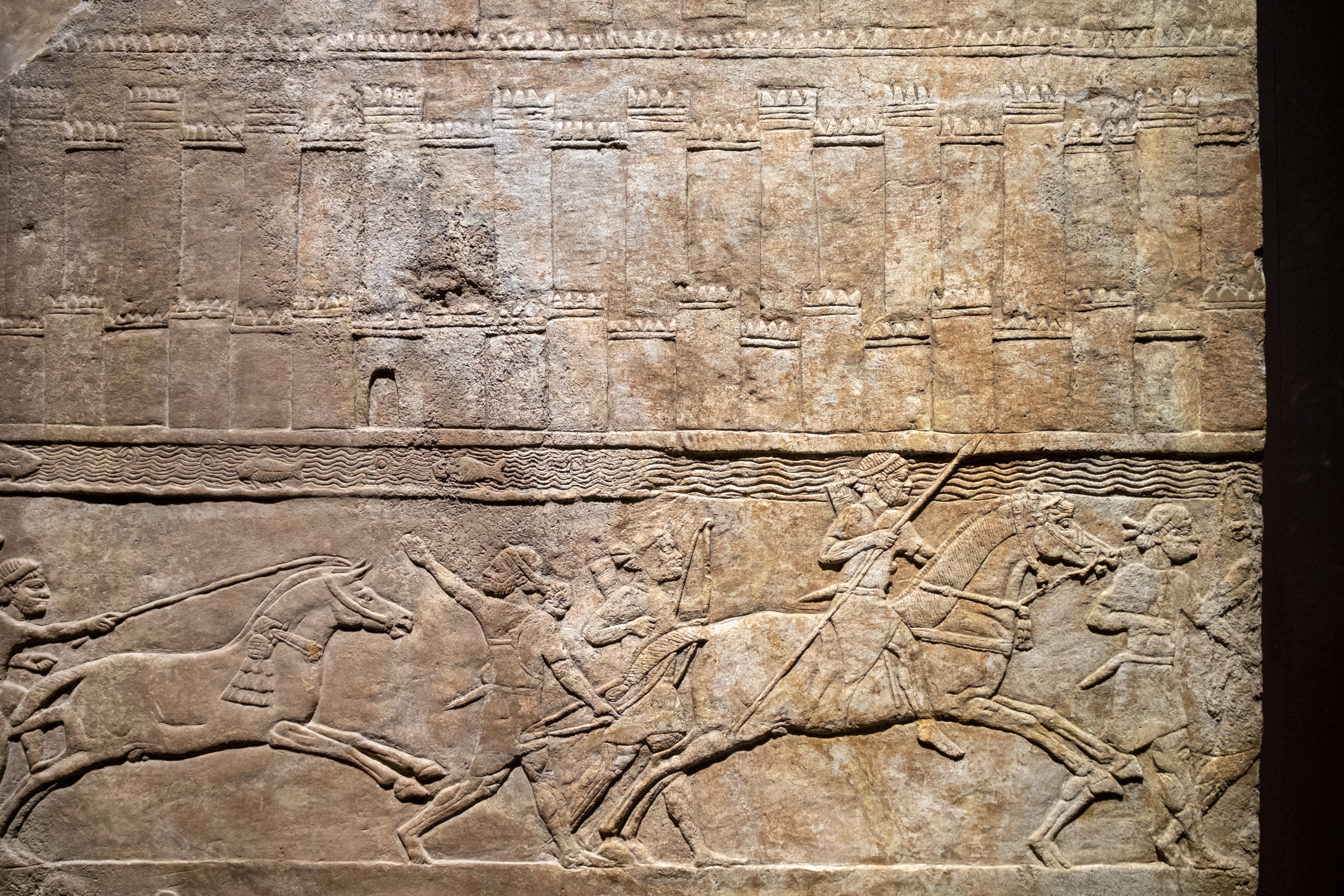
アッシュルバニパル時代のニネヴェの城壁。紀元前645～640年。大英博物館 BM 124938。

ニネヴェの繁栄した期間は短かった。紀元前627年頃に、新アッシリア帝国における最後の偉大な王、アッシュルバニパルが死ぬと、王位を争う一連の激しい内戦により、王国は衰退し始めた。紀元前616年、アッシリアはかつての属国であるバビロニア人、カルデア人、メディア人、ペルシア人、スキタイ人、キンメリア人の連合軍により攻撃された。紀元前616年頃にカルフを占領・略奪すると、連合軍はついにニネヴェに到達した。紀元前612年にニネヴェは包囲・略奪されて激しい市街戦となり、最終的にニネヴェは破壊された。ニネヴェの北方と西方にあるアッシリアの最後の拠点に逃げることができなかった市内の住民のほとんどは、虐殺されるか、あるいは市外に追放されて、それぞれの地方に新たに住み始めた。現場では、埋葬されていない多数の骸骨が考古学者により発見されている。その後、アッシリア帝国の残存勢力は紀元前605年には消滅し、メディアとバビロニアが旧アッシリア帝国の領土を分割した。
紀元前612年にニネヴェがメディアの支配下に入ったのか、それとも新バビロニア帝国の支配下に入ったのかは明らかではない。バビロニア年代記にはニネヴェの陥落に関する記述があり、そこではニネヴェが「山と丘と化した」としているが、これは文学的な誇張である。伝統的に、旧約聖書のエゼキエル書とクセノフォンによる『アナバシス』により、ニネヴェは完全に破壊されたことが確認できると考えられてきた。ニネヴェの滅亡後のアッカド語の楔形文字板は、存在が確認されていない。ニネヴェは紀元前612年に荒廃したが、都市は完全に放棄されたわけではなかった。しかし、ギリシャの歴史家クテシアスとヘロドトスにとっては、ニネヴェは過去のものとなっていた。そしてクセノフォンは、紀元前4世紀にその場所を通過したとき、ニネヴェは放棄されていたと説明した。

### その後
ニネヴェが定住地として存続したことを示す最古の文字史料は、おそらく紀元前539/538年の、キュロスの円筒形碑文である。しかし、この解釈については議論がある。 ニネヴェと読むことが正しければ、キュロス大王がニネヴェにイシュタル神殿を修復し、おそらく再定住を奨励したことを示している。ニネヴェでは楔形文字のエラム石板が多数発見されている。おそらくそれは、アッシリア帝国が崩壊した後にエラムが復活した時代のものと思われる。ステファニー・ダリーが紀元前4世紀に書かれたものと主張する旧約聖書のヨナ書には、都市の悔い改めと破壊を防いだ神の慈悲についての物語が描かれている。
考古学的には、紀元前612年以降にナブー神殿が修復され、センナケリブの宮殿がその後も使用された証拠がある。また、混合ヘレニズム宗教の痕跡もある。ヘルメスの像が発見され、セビッティ（Sebitti）の神殿に、ギリシア語の碑文が供えられているほか、紀元2世紀に作られたヘラクレス・エピトラペジオスの像も発見されている。
セレウコス朝のもとで、ニネヴェには積極的な再定住が進められた。パルティア帝国統治下のセンナケリブ宮殿には、さらに変化が加えられた証拠が残されている。また、パルティア人は、銅貨を鋳造する地方機関をニネヴェに設置した。タキトゥスによれば、紀元50年にローマの支援を受けてパルティアの王位を主張したメヘルダテスが、ニネヴェを占領した。
古代後期までにニネヴェはティグリス川の東岸のみに人が住むようになり、西岸は無人となった。サーサーン朝時代には、ニネヴェは行政の中心地ではなくなっていた。西暦2世紀にはキリスト教徒が住むようになり、遅くとも554年には東方教会の司教区となった。 ホスロー2世（591～628年）はニネヴェの西岸に要塞を建設した。また、570年と595年頃に2つのキリスト教の修道院が建設された。この成長を続ける入植地がモスルと呼ばれるようになったのは、アラブ人の征服以後のことである。それまでは、Hesnā ʿEbrāyē（ユダヤ人の砦）と呼ばれていたかもしれない。
627年、ビザンツ帝国とサーサーン朝ペルシアの間で争われた戦争のクライマックスのニネヴェの戦い(627年)は、この都の廃墟の近郊の平原で開かれ、ビザンツ帝国がサーサーン朝軍を破った。641年にはアラブ人によって征服され、西岸にモスクを建設して行政の中心地とした。ウマイヤ朝のもとではモスルがニネヴェを凌ぐようになり、ニネヴェはキリスト教徒が住む郊外へと縮小され、かつ、新規建設は制限された。13世紀にはニネヴェはほぼ廃墟となり、その後、モスルに吸収された。教会は預言者ヨナを祀るイスラム教の聖堂に改装され、2014年にISILによって破壊されるまで巡礼者が集まり続けていた。なお、モスルは現在も、クルド人からニネヴェ、ネストリウス派キリスト教のアッシリア人からはニネワとよばれており、モスルを県都とするイラクの県、ニーナワー県もニネヴェの名に由来する。また、2016～2017年のモスル奪還作戦の際など、現代の都市モスルはニネヴェと呼ばれることもあり、その名残をとどめている。

## 聖書におけるニネヴェ
旧約聖書では、創世記10:11でニネヴェが初めて言及されている。「アッシュルはその地を去り、ニネヴェを建てた」。現代英語訳の中には、この節のヘブライ語の「アッシュル」を、人ではなく国としての「アッシリア」と解釈しているものもある。この場合は、ニネヴェの創始者はアッシュルではなくニムロドということになる。ウォルター・ローリーはニムロドがニネヴェなど創世記10：11-12にある都市を建設したと考えたが、この考えも学者によって反論されている。死海文書の中から見つかった15のヨベル文書により、ユダヤ教のクムラン宗派は、創世記10：11の記述はアッシュル（国家ではなく、人または神）がニネヴェを建てたと断定していることが明らかになった。ニネヴェがアッシュルにより建てられたとしていることは、ギリシャ語七十人訳聖書、ジェームズ王欽定訳聖書、ジュネーブ聖書、そしてローマの歴史家フラウィウス・ヨセフスの著書『ユダヤ人の古代遺物』（i、vi、4）でも支持されている。

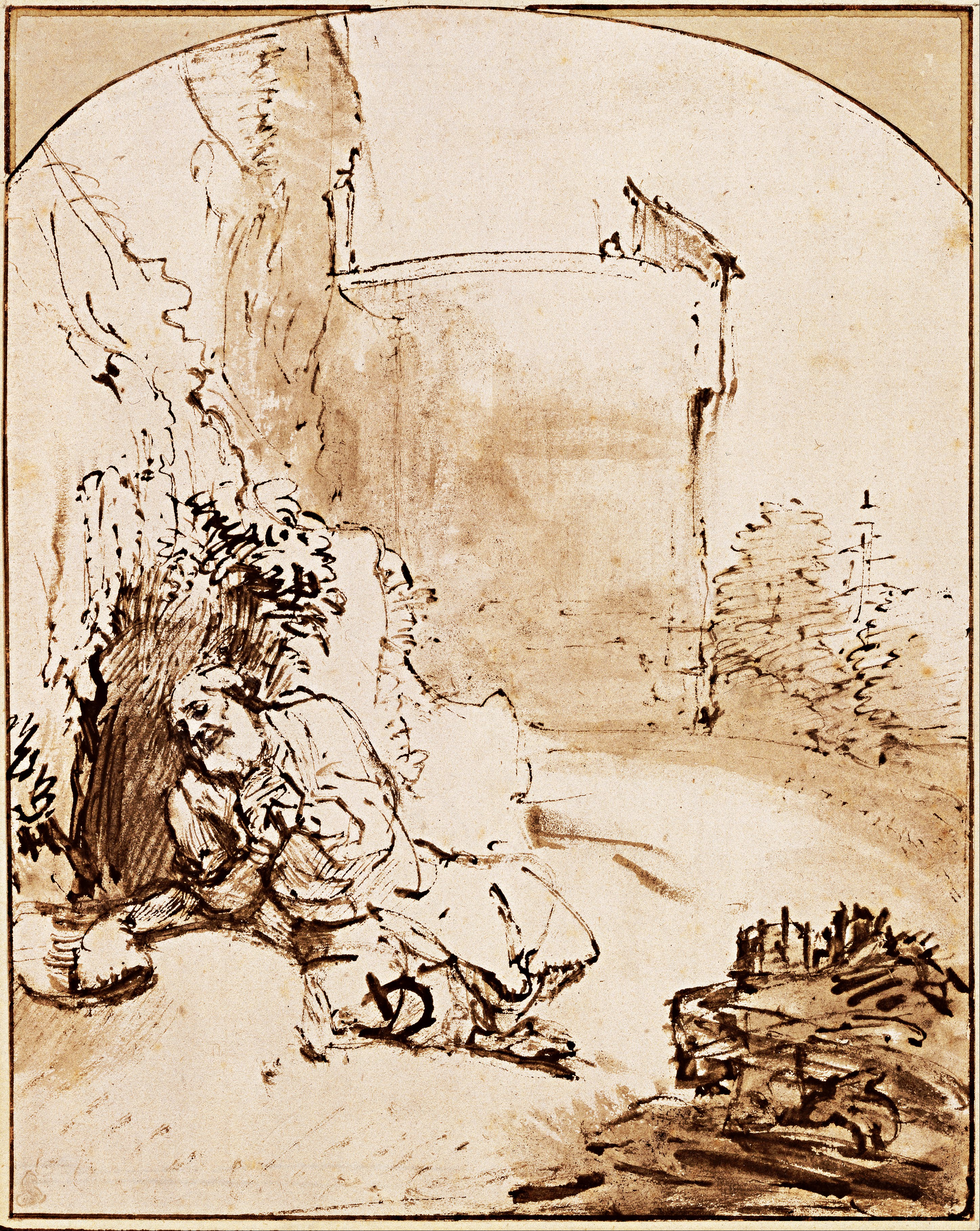
ニネヴェの城壁の前に座る預言者ヨナ。レンブラント・ファン・レイン、1655年頃。

ニネヴェはアッシリア帝国の首都として繁栄した。ユダヤのヒゼキヤ王と預言者イザヤが活動した時期と同じ頃のアッシリア王は、センナケリブだった。旧約聖書に記されているように、ニネヴェはセンナケリブが二人の息子によって殺された場所でもある。その後、彼らは属国であるウラルトゥに逃亡した。ナホム書は、ほぼニネヴェに対する預言的な非難について記されており、その破滅と完全な荒廃が予告されている。その終わりは奇妙で、突然で、悲劇的であった。聖書によれば、これは神の意志によるものであり、アッシリアの傲慢さに対する神の裁きであった。預言の成就として、神は「その場所を完全に終わらせた」。そこは「廃墟」となった。預言者ゼファニヤもまた、帝国の崩壊とともに首都の滅亡を預言している。ニネヴェはトビト記の舞台でもある。
アッシリア帝国の時代を舞台にしたヨナ書には、この都市が「非常に大きな街で、これを行きめぐるには、三日を要するほどであった」と記されている。当時の人口は「12万人以上」とされる。創世記10:11-12には「ニネヴェ、レホボテイリ、カラ、レセン」の4つの都市が列挙されているが、レセンとカラのどちらかが「大都市」であると曖昧に述べられている。クユンジク、ニムルド、カラムレーシュ、ドゥル・シャルキンの遺跡は、不規則な四角形の四隅を形成している。「大都市」ニネヴェの全域は、それらの都市を結んで描かれる平行四辺形内にあり、一般的にはこれらの4つの都市から成るものとみなされている。ヨナ書におけるニネヴェの記述は、おそらくレホボト、カラ、レセンなどの周囲の都市を含む、広義のニネヴェについて言及していると考えられる。ヨナ書は、ニネヴェを破壊に値する邪悪な都市としている。神はニネヴェ人に来るべき滅びについて説教するためにヨナを遣わし、ニネヴェの人々はそのために断食して悔い改めた。その結果、神は都市を赦した。ヨナがこれに抗議すると、神は善悪の区別を知らない人々(「右手と左手の区別がつかない人」)と動物に慈悲を示したのだと述べている。
ニネヴェの悔い改めと悪からの救いは、旧約聖書に記されており、キリスト教の新約聖書とイスラム教のコーランでも言及されている。今日に至るまで、シリア正教会と東洋正教会は、ニネヴェの断食中にヨナが魚の中で過ごした3日間を記念している。キリスト教徒の中にはこの祝日中は飲食を控えて断食する人もおり、教会は信者に肉、魚、乳製品を控えるよう奨励している。

## 考古学
ニネヴェの位置は、中世を通じて一部の人々に知られていた。ユダヤ人のラビ、トゥデラのベンジャミンは1170年に訪れた。そのすぐ後にはドイツで活動していたラビ、レーゲンスブルクのペタチアも訪れている。
ドイツの探検家カールステン・ニーブールは、1761年から1767年にデンマークが行った探検に参加し、その位置を記録した。後にニーブールはこう書いている。「川の近くに行くまで、自分がこれほど注目すべき場所にいるとは知らなかった。それから彼らはヌニアと呼ばれる大きな丘の上の村と、預言者ヨナが埋葬されているというモスクを見せてくれた。この地区の別の丘はカラ・ヌニア、すなわちニネヴェ城と呼ばれている。その上にコインジュク（Koindsjug）村がある。」

### 発掘史
1842年、モスルのフランス総領事ポール・エミール・ボッタは、川の対岸に沿って横たわる広大な塚の探索を開始した。テル・クユンジクではほとんど成功しなかったが、驚いたことに、発掘調査のために彼が雇った地元住民は、20キロ離れたコルサバドの丘にある建物の廃墟を発見した。さらに調べてみると、そこはサルゴン2世の宮殿であることが判明した。宮殿の中では多数のレリーフが発見され、記録された。ただし、それらは火災で損傷しており、ほとんどが繊細で、取り外すことができなかった。

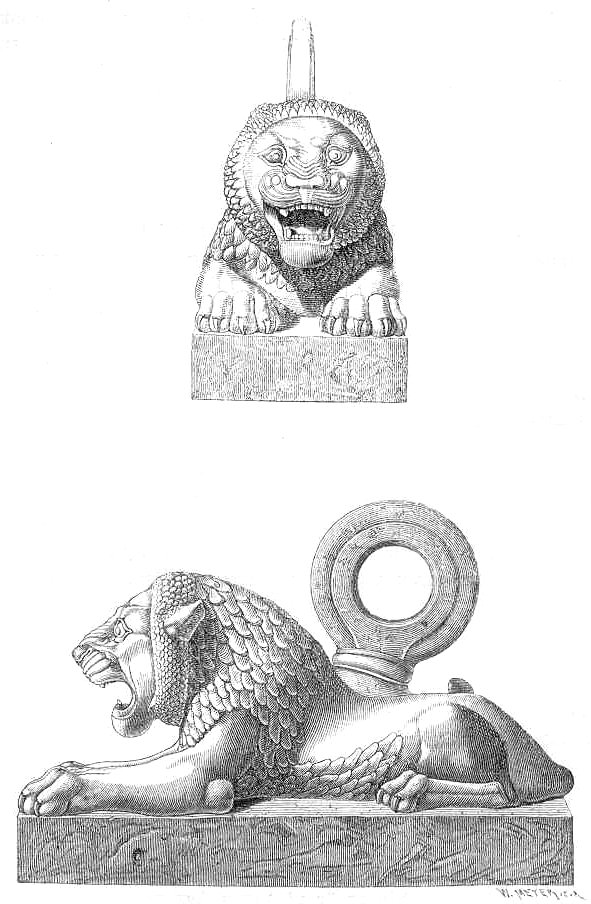
ニネヴェ出土の青銅製のライオン

1847年、イギリスの若い外交官オースティン・ヘンリー・レイヤードがこの遺跡を探検した。レイヤードの発掘は、現代の考古学的手法に依らなかった。彼が述べた目標は、「最小限の時間と費用で、保存状態の良い美術品をできるだけ多く入手すること」だった。1849年にレイヤードは、クユンジクの遺丘で71の部屋と巨大な浅浮き彫りのある、センナケリブ宮殿を再発見した。また、彼は、アッシュルバニパルの宮殿と、楔形文字文書を記した22,000枚もの粘土板を保管した有名な図書館を発掘した。レイヤードが発掘した史料の大部分は大英博物館に送られたが、一部はシャーロット・ゲスト夫人に贈られ、それらは最終的にメトロポリタン美術館に運ばれた。ニネヴェの考古学的研究により、エサルハドン（紀元前681～669年）やアッシュルバニパル（紀元前669～627年）などの王の下での古代アッシリアの富と栄光が明らかになった。
探検の仕事はホルムズド・ラッサム（アッシリア人）、ジョージ・スミスらによって引き継がれた。アッシリアの膨大な標本サンプルが少しずつ掘り起こされ、ヨーロッパの博物館へと運ばれていった。次々と宮殿が発見され、その装飾や彫刻が施された石版は、古代の人々の生活と礼儀作法、戦争と平和の芸術、宗教の形式、建築様式、君主の威厳を明らかにしている。
クユンジクの遺丘は、20世紀初頭にレオナルド・ウィリアム・キング率いる大英博物館の考古学者によって、再び発掘された。彼らは、文字の神であるナブー神殿の跡地の発掘に集中した。そこには、別の楔形文字図書館の存在が期待された。だが、そのようなものは見つからなかった。もっとも考えられる理由は、後の住民によって破壊されたというものである。
キングの遠征に参加していたキャンベル・トンプソンの指揮のもと、1927年に発掘が再開された。一部の発掘はクユンジク郊外、例えばニネヴェの古代兵器庫であったテル・ネビ・ユヌスの塚や外壁に沿って行われた。ここで、後の建物の舗装を越えた城壁の北西隅近くで、考古学者たちは、ほぼ完璧なエサルハドンの角柱碑文のそばに、センナケリブ、エサルハドン、アシュルバニパルの王室年代記を記録した角柱碑文の破片約300個を発見した。
第二次世界大戦後、イラクの考古学者によっていくつかの発掘調査が行われた。1951年から1958年まで、モハメッド・アリ・ムスタファがこの現場を指揮した。この作業は1967年から1971年までタリク・マドルーム（Tariq Madhloom）によって引き継がれた。また、1970年代初頭から1987年にかけて、マンハル・ジャブル（Manhal Jabur）によって追加の発掘が行われた。ほとんどの場合、これらの発掘はテル・ネビ・ユヌスに焦点を当てていた。
英国の考古学者でアッシリア学者のカリフォルニア大学バークレー校のデーヴィッド・ストロナク教授は、1987年から1990年にかけてこの遺跡で一連の調査と発掘を実施した。彼らは、いくつかの門と現存する日干しレンガの壁、そして包囲された際に都市に水を供給するシステムに作業を集中させた。発掘調査報告書は今なお作成作業中である。
最近では、ボローニャ大学とイラク国立考古学遺産委員会によるイラク・イタリア連合考古学調査隊が、ボローニャ大学教授ニコロ・マルケッティ（Nicolò Marchetti）の指揮の下、発掘とニネヴェの低い地域の保存および一般公開を目的としたプロジェクトを開始した（2019年から2022年までに4回の調査が実施された）。作業は、18の地区で実施された。現在は完全に修復されたアダド門（2016年にISILにより破壊されていたが、何百トンもの瓦礫を除去し、調査した上で、新しい屋根で保護された）からネビ・ユヌスの町の奥深くまで調査した。いくつかの地域では、後代の厚い地層に遭遇したが、すべての場所で、紀元前7世紀後半の地層に達した（実際、センナケリブ以前の低い街における2つの地域では、発掘調査により、紀元前11世紀までの古い地層にすでに到達しており、将来的には最初の居住地を探索することを目的としている）。この場所は、瓦礫の投棄、不法居住、採石が主な脅威となっており、大きな危険にさらされている。

### 考古学的遺跡

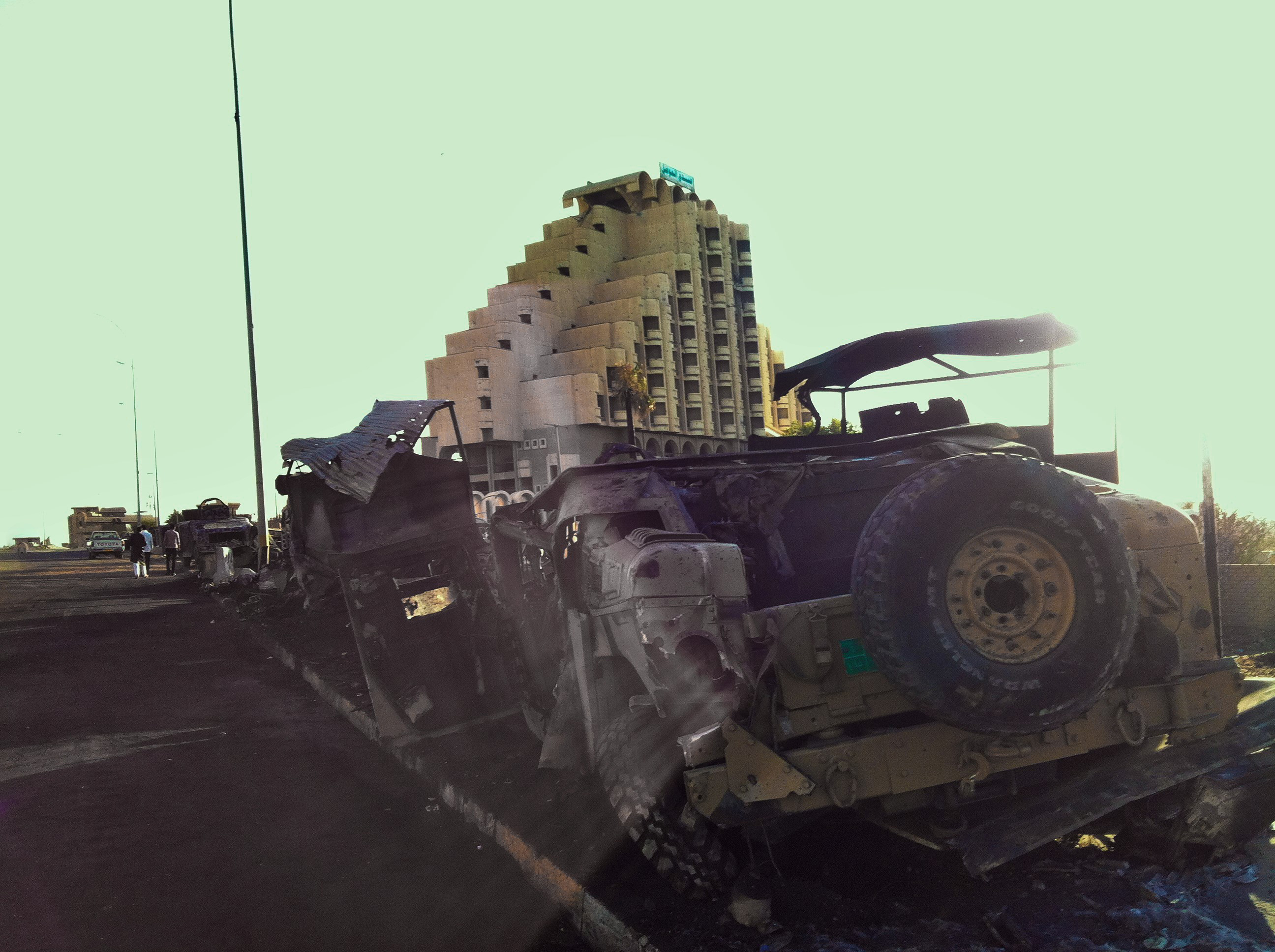
ISISの攻撃で大破した汎用四輪駆動車ハンビー

現在のニネヴェは、主にテル・クユンジクとテル・ナビ・ユヌス（預言者ヨナの丘）という2つの大きな遺丘と、城壁の遺跡（周長約12キロメートル）から成る。クユンジクにおける新アッシリア時代の層は、広範囲に調査されている。もう 1 つの遺丘であるナビ・ユヌスには、その預言者を祀ったイスラム教の神殿があったため、それほど広範囲には調査されていない。2014年7月24日、イスラム国は「非イスラム的」とみなした宗教的聖域を破壊するキャンペーンの一環として聖堂を破壊したが、同時にトンネルを掘ってその場所を略奪した。
クユンジクの遺丘は、古代都市の周囲の平野から約 20 メートル隆起している。それは非常に広く、約800メートル × 500 メートルに及ぶ。その上層部は広範囲に発掘されており、いくつかの新アッシリアの宮殿や神殿が発見されている。マックス・マローワンによる地中深くの探査により、紀元前6千年紀には既に人が居住していた証拠が明らかになった。今日では、風化した穴と土の山以外に、これらの昔の発掘の痕跡はほとんどない。1990年には、目に見えるアッシリア人の遺跡は、センナケリブ宮殿の入り口の中庭と、最初のいくつかの部屋だけとなっていた。それ以来、宮殿の部屋は略奪者によって大きな被害を受けてきた。1990年に宮殿の部屋にあったレリーフ彫刻の一部は、1996年までには骨董品市場に出回るようになった。2003年に撮影されたそれらの部屋の写真では、そこにあった多くの精緻なレリーフ彫刻が瓦礫の山と化していたことがわかる。

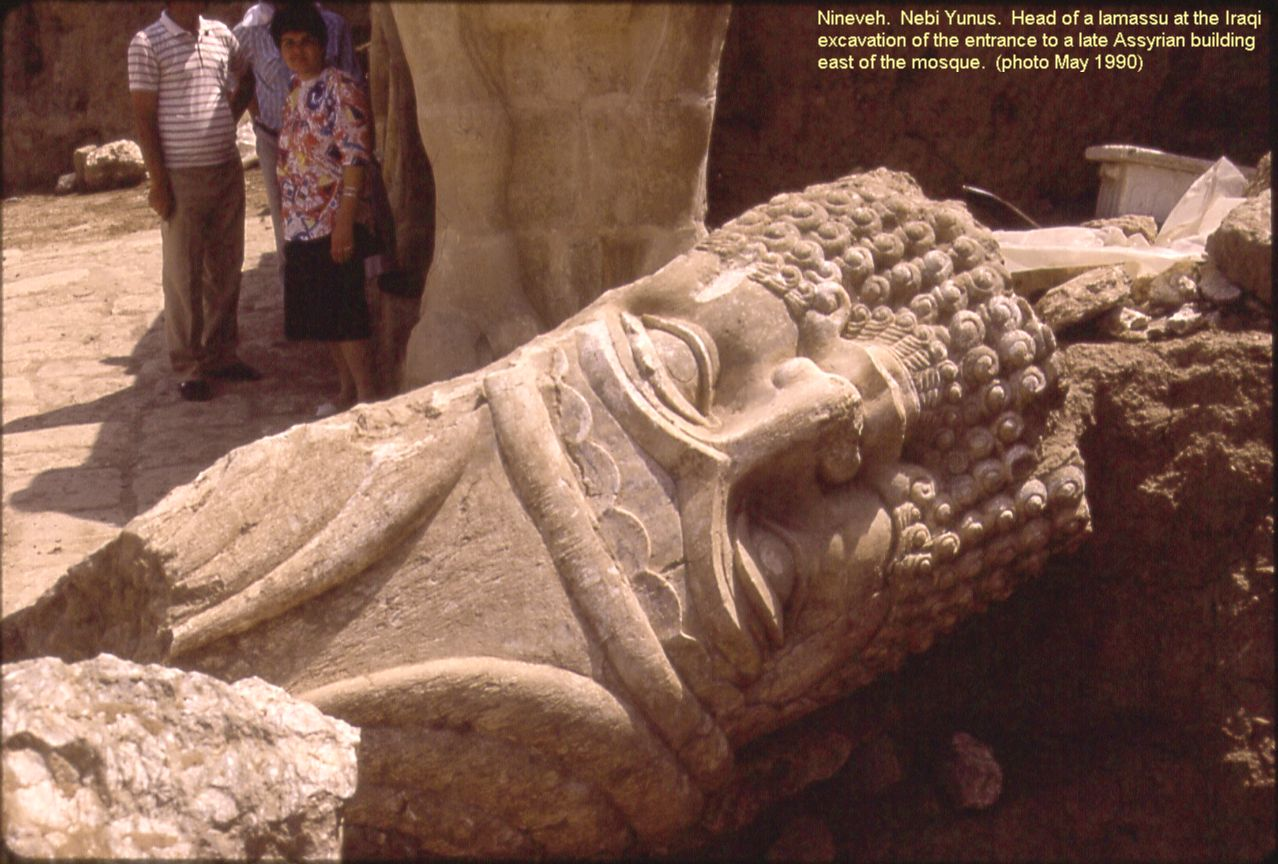
イラクの考古学者によってテル・ネビ・ユヌスで発掘されたラマッス（有翼の雄牛）

テル・ネビ・ユヌスはクユンジクの南約1kmに位置し、ニネヴェにある二つ目の遺丘である。センナケリブの文書に基づいて、この遺跡は伝統的にニネヴェの「武器庫」と特定されており、1954年にイラク人によって発掘された門と歩道は「武器庫」の関連施設の一部であると考えられてきた。1990年の発掘調査では、碑文が刻まれた多数の大きな石碑と「雄牛の男」の彫刻からなる記念碑的な入り口が発見されたが、それらの石碑や彫刻の一部は明らかに未完成だった。
モスルの解放後、2018年にテル・ネビ・ユヌスの地下トンネルが調査され、そこで3000年前の宮殿が発見された。その中には、女性の列を描いたレリーフと、ラマッスを描いた複数のレリーフがあった。

#### 城壁と城門

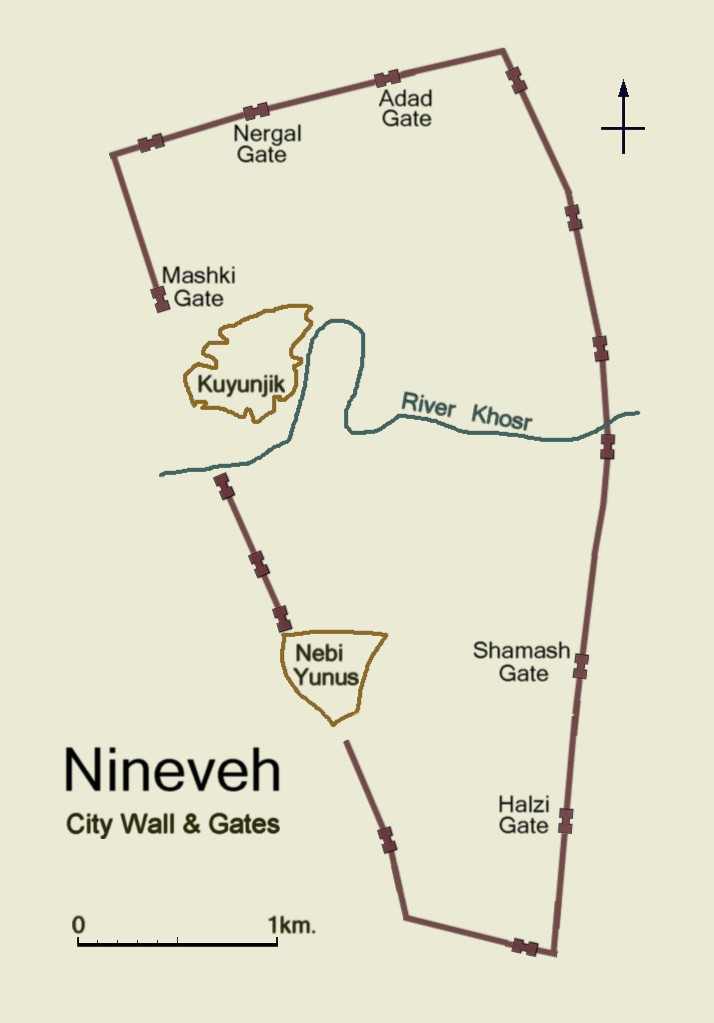
古代ニネヴェの城壁と門の位置を示す、簡略化した平面図

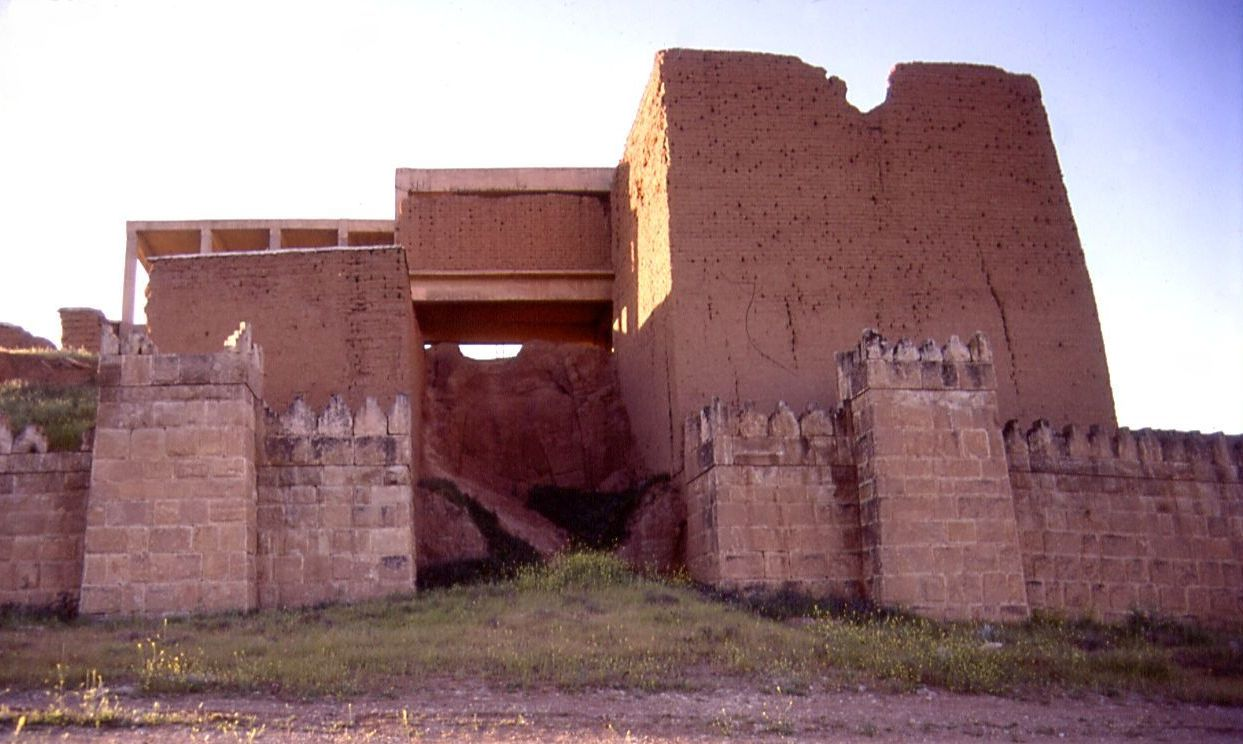
2016年4月にISILによって門が破壊される前に撮影された、復元されたアダド門の写真

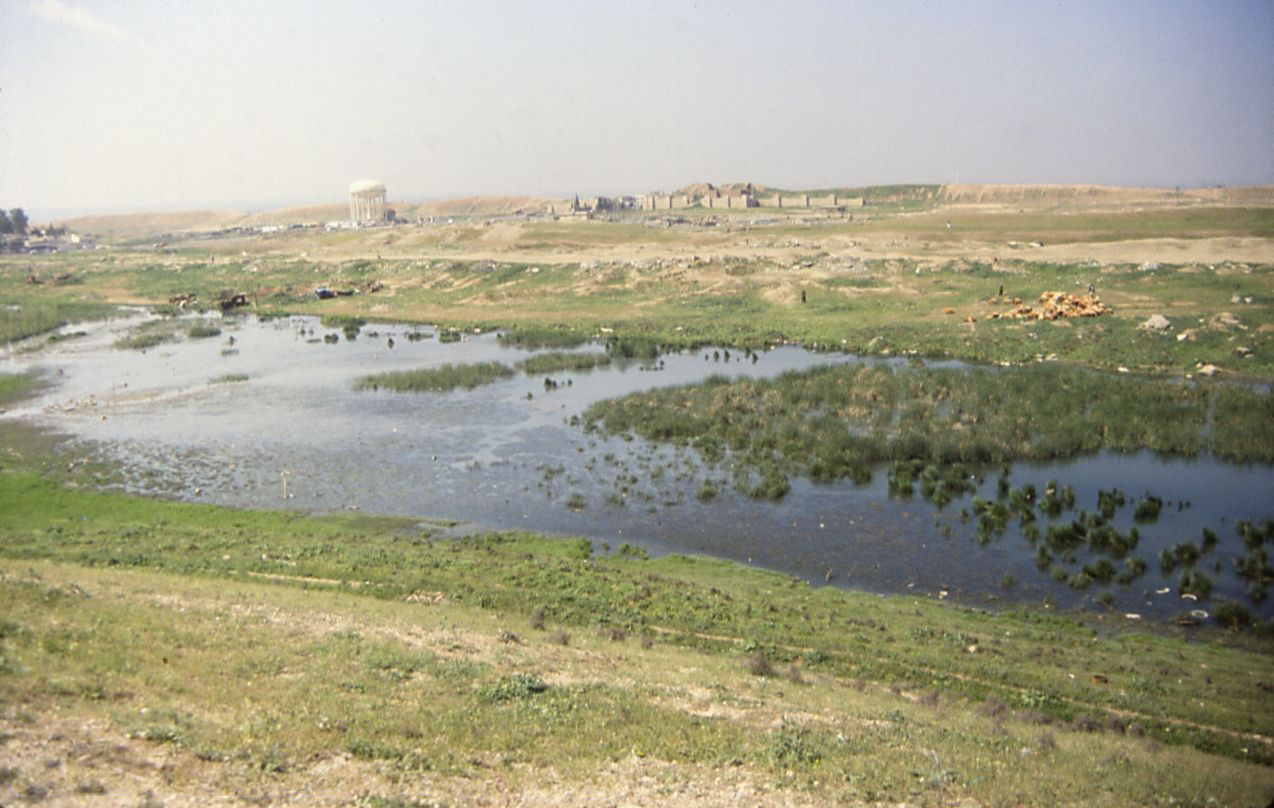
東の城壁とシャマシュ門の遠景。1990年撮影

ニネヴェの遺跡は、紀元前700年頃に巨大な石と日干しレンガで建てられた城壁に囲まれている。長さ約12kmのこの城壁は、切石でつくられた高さ約6メートルの擁壁の上に、高さ約10メートル、厚さ約15 メートルの日干しレンガの壁を置いてつくられた。石の擁壁には約18メートルごとに、突き出た石の塔があった。石垣と塔の上には三段の凸壁（とつへき、merlon）が置かれていた。
出入り口のうち5つは、考古学者によってある程度調査されている。
- マシュキ門（Mashki Gate）：「水を運ぶ門」の意（マシュキはペルシア語のマシュクが語源で、皮の水袋を意味する。マスキ門とも）[66]。おそらく、現在は約1.5キロメートル西を流れるティグリス川まで家畜を連れて行くために使われていたのであろう。アーチ型の通路の最上部の高さまで、強固な日干しレンガで再建されている。もともとのアッシリア時代の門は、漆喰で装飾されていた可能性がある。ISILによる占領中に、ネルガル門とアダド門とともにブルドーザーで破壊された[67]。2022年の修復プロジェクト中、センナケリブの時代のアラバスター製彫刻7点が、破損した状態でこの門において発見された[68]。
- ネルガル門（Nergal Gate）：ネルガル神にちなんで名付けられた。何らかの儀式に使われていたのかもしれない。なぜならこの門は、翼のある雄牛 (ラマッス) の彫刻が両側にある、唯一の門だからである。門は19世紀半ばにレイヤードによって発掘され、20世紀半ばに再建されたもので、その再建は推測によるものである。この門のラマッス像の表面はISIL軍によって削岩機で削られ、門は完全に破壊された[69]。
- アダド門（Adad Gate）：その名はアダド神に由来する。1960年代後半にイラク人によってその上に屋根が葺かれ始めたが、未完成だった。その結果、コンクリートと浸食された日干しレンガが混合されたものになったが、それでも元の構造をある程度は知ることができる。発掘者は一部の建造物を未発掘のまま残したため、元のアッシリアの建造物を見ることもできた。外側の通路のアーチ型天井のレンガ構造は、上層階へのアーチ型階段の入り口と同様に、埋もれずに露出していた。4 メートル幅の通路が、日干しレンガを用いて急きょ、2メートルに狭められた跡があり、ニネヴェ包囲戦の守備隊の行動がうかがわれる。2016年4月13日ごろにISILが、門と、隣接する壁の両方をブルドーザーで平らにして破壊したが[67][70]、後にイラクとイタリアの調査隊によって復元された。
- シャマシュ門（Shamash Gate）：その名は太陽神シャマシュに由来し、その道はエルビル（Erbil）へと続いている。この門は、19世紀にレイヤードによって発掘された。石の擁壁と日干しレンガ構造の一部は、1960年代に再建された。日干しレンガで再建された建物は、既に著しく劣化している。石の擁壁は幅約70 メートルで、主壁の線から約20 メートル外側に突き出ている。これほど大きな突出部があるのは、この門だけである。その遺丘は周囲の地形の上にそびえ立っている。その大きさとデザインは、新アッシリア時代に、数ある門の中でもこの門が最も重要であったことを示唆している。
- ハルジ門（Halzi Gate）：東の城壁の南端付近にある。ここで、1989年から1990年にかけてカリフォルニア大学バークレー校の遠征隊によって発掘調査が行われ、2022年にはイラク・イタリア遠征隊によって再度発掘調査が行われた。シャマシュ門ほど顕著ではないが、城壁が外側に突き出ている。この門もアダド門と同様に、日干しレンガによって進入通路の幅は約2メートルまで狭められていた。また、おそらくニネヴェの最後の戦いによるものと思われる人骨が、通路で発見された[71]。この門は東の壁に位置し、ニネヴェに残っているすべての門の中で最南端かつ最大のものである[66]。

これらの門のほかに、遺跡の北西端にはシン門が存在する可能性があるほか、2021年にはシャマシュ門の北とコスル川の南（イラク・イタリア調査隊が「N」と表記した地域）で新たな門が発見された。

## 遺跡への脅威

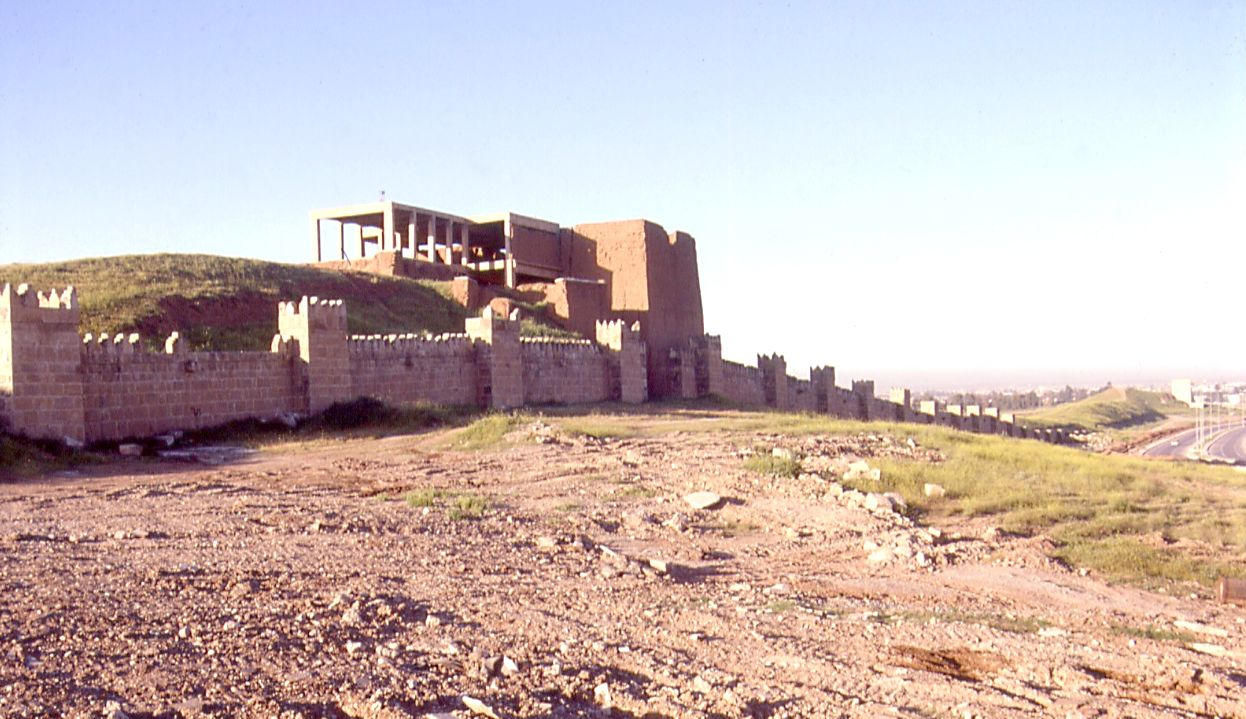
アダド門（1960年代の復元）

2003年までに、適切な屋根による保護がないことや破壊行為、部屋の床に掘られた略奪穴によって、ニネヴェの遺跡のレリーフは浸食のリスクにさらされた。都市の郊外の拡張が進んでいるため、将来の保存はさらに危うくなる恐れがある。
モスルダムの不具合は、モスル市だけでなくニネヴェにとっても継続的な脅威となっている（2006年、アメリカ陸軍工兵隊はこのダムを世界で最も危険なダムであると述べた）。これは、長年にわたる荒廃と、決壊時の洪水救済として機能する1980年代の2番目のダム計画の中止、2014年のISILによる占領と、その結果起きた労働者の逃亡、設備の盗難などによる部分が少なくない。ダムが決壊すると、地区全体が最大14 mの水面下に沈む可能性がある。
世界遺産基金（Global Heritage Fund）は、2010年10月に「Saving Our Vanishing Heritage」（消えゆく遺産を救おう）と題した報告書で、不十分な管理、開発圧力、略奪を主な原因として挙げ、取り返しのつかない破壊と損失が最も「瀬戸際にある」12の遺跡の1つとしてニネヴェを挙げた。
これまでのところ、ニネヴェに対する最大の脅威は、ISIL（地元ではダーイシュとして知られている）による意図的・人為的行為である。
21世紀にイラク、シリアで台頭したサラフィー・ジハード主義組織のISILは、イスラム教成立以前の遺跡・遺物の破壊や略奪を公言していた。2014年6月9日、ISILはイラク領のモスルを占領した。
ISILは「イスラム教を歪曲している」と主張し、博物館に保管されていた遺物を押収し、アッシリア時代やネストリウス派など、他宗教の建造物を破壊した。
2015年初頭にISILは、イラク人がニネヴェの解放を試みた場合には、ニネヴェの城壁や出土品などを破壊すると警告した。同年1月27日、ニーナワー県の情報筋によるとして、ISILは遺跡の破壊を再開し、紀元前8世紀建築と推定されるニネヴェ城壁を爆破し、その大半を破壊したと報じられた。しかしその後、城壁は無傷だったと指摘されている。この城壁は、イラクと周辺地域にとって最重要の遺跡の一つとみられている。同年2月26日、彼らはモスル博物館にあった遺物や彫像のいくつかを破壊するとともに、一部を海外に売却したと考えられている。対象となった遺物のほとんどはアッシリアの展示品で、ISILはそれを冒涜的かつ偶像崇拝的であると宣言した。なお、博物館で所蔵していた合計1,900点のうち博物館に残されたのは300点である。残りの1,600点は、2014年のモスル陥落前に、保護するためにバグダッドのイラク国立博物館に運ばれていた。博物館の展示品の破壊からわずか数日後、ISILは、他のユネスコ世界遺産であるコルサバード、ニムルド、ハトラの一部を破壊した。
2016年、ISILはアダド門と北側の城壁、マシュキ門と東側の要塞を効果的に破壊した（その後、両方の門は復元された）。また、ISILは、クユンジク地区に集中的に新たな住宅を建設するよう呼びかけ、敷地の南部を横切る大きな道路（現在はアル・アサディ道路として知られている）を開通させた。

## ニネヴェの誓い（ニネヴェの願い）
東方古代教会、カルデア・カトリック教会、シリア・カトリック教会、シリア正教会、東方アッシリア教会、およびシロ・マラバル教会の聖トーマス・クリスチャンのアッシリア人たちは、「ニネヴェの祈り」を意味する「バウタ・ドゥ・ニンウェ」（Ba'uta d-Ninwe） と呼ばれる断食を行っている。コプト教徒とエチオピア正教もこの断食を実行している。

## 大衆文化
- イギリスのロマン派詩人エドウィン・アザーストーン（Edwin Atherstone）は、叙事詩『ニネヴェの陥落』を書いた[78]。この作品では、アッシリア帝国によって支配されていたすべての国々による、王サルダナパルスに対する反乱について描かれている。その中では、彼は大犯罪者である。彼は100人の捕虜を処刑したこともある。長い戦いの末、都市はアルバセス王子と司祭ベレシス率いるメディア軍とバビロニア軍によって征服された。王は自分の宮殿に火を放ち、側室たちもろとも宮殿内で死亡した。

- アザーストーンの友人である芸術家ジョン・マーティンは、この詩に触発されて同じ名前の絵を描いた。このほか、英国の詩人ジョン・メースフィールドが1903年に書いた、有名な空想的な詩「貨物」では、最初の行でニネヴェについて言及している。また、ラドヤード・キプリングが1897年につくった詩『Recessional』（退場）や[79]、アーサー・オショーネシー（Arthur O'Shaughnessy）の1873年の詩『Ode』（頌歌）でも、ニネヴェが言及されている。

- 1962年のイタリアの武勇映画（peplum film）『War Gods of Babylon』（バビロンの戦神）は、バビロニア人率いる反乱連合軍によるニネヴェの略奪と陥落を題材としている。

- 映画『In Jonah: A VeggieTales』（邦題『へっぽこヒーロー大冒険!! ～ ジョナ くじらに飲まれる』）では、ジョナ（ヨナ）は聖書のヨナと同じように、神の命令によりニネヴェに行かなければならないことになる。

- 1973年の映画『エクソシスト』では、ランケスター・メリン神父は米国に帰国してレーガン・マクニールの悪魔祓いを率いる前に、ニネヴェ近郊で考古学の発掘を行っていた。

- ミニチュアゲーム「ウォーハンマー 40,000」の世界では、オラニアス・ペルソン（Ollanius Persson）は紀元前15,000年にニヴェネで生まれたとされており、パーペチュアル（Perpetual：突然変異した人間）の中で最古の人物となっている。

## 参考ウェブサイト
- Adeane, Ant (22 November 2018 2018). “Explore the IS Tunnels”. BBC News. 2023年11月11日閲覧。
（『ISのトンネルを探検する』（著：アント・アディーン、2018年、BBC））
- AINA (2015年). “ISIS Threatens to Blow Up the Historical Walls of Nineveh” (英語). Assyrian International News Agency. 2024年2月24日閲覧。
（『ISISは、ニネヴェの歴史的城壁を爆破すると脅迫』（アッシリア国際通信社、2015年））
- AINA (2015b). “ISIS Bombed Historic Walls of Nineveh in Iraq” (英語). Assyrian International News Agency. 2024年2月25日閲覧。
（『ISISは、ニネヴェの歴史的城壁を爆破した』（アッシリア国際通信社、2015年））
- Al-Khatib, Hady (2016年8月29日). “Iraqi Digital Investigation Team Confirms ISIS Destruction of Gate in Nineveh”.   Bellingcat. 2016年8月30日閲覧。
（『イラクのデジタル調査チームは、ISISがニネヴェの城門を破壊したことを確認した』（著：ハディ・アル・カーティブ、2016年、ベリングキャット（オランダ）））
- Al Sumaria (17 October 2016 2016). “العبادي يطلق على عمليات تحرير نينوى تسمية "قادمون يا نينوى" أمن ” (アラビア語).   Al Sumaria . 2016年10月19日時点のオリジナルよりアーカイブ。2024年1月12日閲覧。
（『アル・アバーディ首相はニネヴェの治安回復作戦を「我々はニネヴェに到来する」と呼んでいる』（2016年、アルスマリア（イラクのテレビ局）））
- Borger, Julian (2 March 2016 2016). “Mosul dam engineers warn it could fail at any time, killing 1m people”. The Guardian.   guardian.co.uk. 2016年3月22日閲覧。
（『モスルダム技術者は、ダムはいつ崩壊するかわからず、崩壊した場合は100万人が犠牲になると警告』（著：ジュリアン・ボージャー、2016年、ガーディアン））
- British Museum (2020年). “Wall panel; relief” (英語).   The British Museum. 2023年12月2日閲覧。
（『浮き彫りによる壁画（番号124938）』（大英博物館。リンクの関係で暫定的に2020年としているが、作成年は不詳））
- Colorado State University (2020年). “Kuyunjiq / Tell Nebi Yunis (ancient: Nineveh)” (英語). Cultural Properity Training Resource IRAQ. 2020年11月5日時点のオリジナルよりアーカイブ。2023年11月20日閲覧。
（『クユンジク／テル・ネビ・ユニス（古代のニネヴェ）』（コロラド州立大学の記事のアーカイブ。作成年不明、暫定的にアーカイブ年を記載している）
- Ditmars, Hadani (25 October 2022 2022). “Archaeologists restoring monument damaged by Islamic State discover ancient stone carvings unseen for millennia”. The Art Newspaper. 2023年11月14日閲覧。
（『イスラム国によって破壊された記念碑の修復作業にあたった考古学者が、何千年にも及び隠されていた古代の石の彫刻を発見』（著：ハダニ・ディトマーズ、2022年、アート・ニュースペーパー））
- EMP (2019年). “Gates of Nineveh” (英語). Madain Project . 2019年5月10日閲覧。
（『ニネヴェの城門』（著：Madainプロジェクト編集者。作成年については、リンク設定のために暫定的に2019年としている）
- Ford, Dana (2014年7月24日). “Officials: ISIS blows up Jonah's tomb in Iraq ”. CNN. 2014年7月24日閲覧。
（『ISISはイラクにあるヨナの墓を爆破した：政府高官談』（ダナ・フォード、2014年、CNN））
- GHF (2012年). “Global Heritage in the Peril: Sites on the Verge”. 2012年8月20日時点のオリジナルよりアーカイブ。2023年11月22日閲覧。
（『危機にある世界遺産：瀬戸際の遺跡』（世界遺産基金。作成年については、リンク設定のために、暫定的に2012年としている））
- Kipling, Rudyard (2022-12-14 1897). “Recessional by Rudyard Kipling”. Poetry Foundation. 2023年12月2日閲覧。
（『退場』（著：ラドヤード・キプリング、1897年、詩歌財団（米国）））
- Malas, Nour (2014年). “武装勢力に破壊されるイラクの文化遺産―預言者ヨナの墓も” (JP). ウォール・ストリート・ジャーナル. 2024年2月24日閲覧。
- Merhi, Karim Abou (2015年3月5日). “ISIS 'bulldozed' ancient Assyrian city of Nimrud, Iraq says”.   Rappler. 2020年7月24日時点のオリジナルよりアーカイブ。2020年7月7日閲覧。
（『イラクによると、ISISが古代アッシリアの都市ニムルドをブルドーザーで破壊』（著：カリム・アボウ・メルヒ、ジーン・マーク・モージョン、2015年、ラップラー（フィリピンのオンラインニュースサイト）））
- Pickworth, Diana (2011年). “Shelby White – Leon Levy Program for Archaeological Publications – Nineveh Publication Grant ”. 2011年7月22日時点のオリジナルよりアーカイブ。2011年5月16日閲覧。
（『シェルビー・ホワイト＝レオン・レヴィ考古学出版プログラム　ニネヴェ出版補助金について』（著：ディアナ・ピックウォース。脚注からのリンクのために暫定的に2011年としているが厳密には記事作成時期は不明））
- Romey, Kristin (2016年4月19日). “Exclusive Photos Show Destruction of Nineveh Gates by ISIS”. National Geographic. 2016年4月19日時点のオリジナルよりアーカイブ。2024年3月10日閲覧。
（『独占写真　ISISにより破壊されたニネヴェの城門』（著：クリスティン・ロメイ、2016年、ナショナル・ジオグラフィック））
- Syrian Orthodox Church (2012年). “Three Day Fast of Nineveh”. 2012年10月25日時点のオリジナルよりアーカイブ。2012年2月1日閲覧。
（『3日間のニネヴェの断食』（シリア正教会、2012年））
- Wilkinson, T.J. (2003年). “Cultural Assessment of Iraq: The State of Sites and Museums in Northern Iraq - Nineveh”.   National Geographic News. 2004年2月15日時点のオリジナルよりアーカイブ。2024年3月18日閲覧。
（『イラクの文化アセスメント：イラク北部における遺跡と美術館の状態－ニネヴェ』（著：T・J・ウィルキンソン、2003年、ナショナル・ジオグラフィックニュース））